# Governo De Mita
Il governo De Mita è stato il quarantaseiesimo esecutivo della Repubblica Italiana, il secondo della X legislatura.
Rimase in carica dal 13 aprile 1988 al 23 luglio 1989 per un totale di 466 giorni, ovvero 1 anno, 3 mesi e 10 giorni.
Ottenne la fiducia alla Camera dei deputati il 21 aprile 1988 con 366 voti favorevoli, 215 contrari e 2 astenuti.
Ottenne la fiducia al Senato della Repubblica il 23 aprile 1988 con 177 voti favorevoli, 143 contrari e un astenuto. 
Si dimise il 19 maggio 1989.

## Compagine di governo

### Appartenenza politica
| Partito                                 | Presidente | Vicepresidente | Ministri | Sottosegretari | Totale |
| --------------------------------------- | ---------- | -------------- | -------- | -------------- | ------ |
| Democrazia Cristiana                    | 1          | -              | 15       | 35             | 51     |
| Partito Socialista Italiano             | -          | 1              | 9        | 19             | 29     |
| Partito Repubblicano Italiano           | -          | -              | 3        | 5              | 8      |
| Partito Socialista Democratico Italiano | -          | -              | 2        | 3              | 5      |
| Partito Liberale Italiano               | -          | -              | 1        | 4              | 5      |

### Sostegno parlamentare
| Camera                  | Collocazione | Partiti                                                                                                   | Seggi     |
| ----------------------- | ------------ | --- | --------- |
| Senato della Repubblica | Maggioranza  | DC (125), PSI (43), PRI (8), PSDI (6), PLI (3), SVP (2), UV (1)                                           | 188 / 315 |
| Senato della Repubblica | Opposizione  | PCI (101), MSI (16), PR (3), FdLV (2), Socialisti Indipendenti (2), DP (1), PSd'Az (1), Lega Lombarda (1) | 127 / 315 |
| Camera dei deputati     | Maggioranza  | DC (234), PSI (94), PRI (21), PSDI (17), PLI (11), SVP (3), UV (1)                                        | 381 / 630 |
| Camera dei deputati     | Opposizione  | PCI (177), MSI (35), PR (13), FdLV (13), DP (8), PSd'Az (2), Lega Lombarda (1)                            | 249 / 630 |

Il Governo gode dell'appoggio dei seguenti partiti o gruppi presenti in Parlamento:
- Democrazia Cristiana;
- Partito Socialista Italiano;
- Partito Repubblicano Italiano;
- Partito Socialista Democratico Italiano;
- Partito Liberale Italiano;
- Südtiroler Volkspartei (appoggio esterno);
- Union Valdôtaine (appoggio esterno).

### Provenienza geografica
| Regione               | Presidente | Vicepresidente | Ministri | Sottosegretari | Totale |
| --------------------- | ---------- | -------------- | -------- | -------------- | ------ |
| Campania              | 1          | -              | 6        | 7              | 14     |
| Veneto                | -          | 1              | 2        | 7              | 10     |
| Sicilia               | -          | -              | 4        | 8              | 12     |
| Lazio                 | -          | -              | 4        | 6              | 10     |
| Lombardia             | -          | -              | 2        | 6              | 8      |
| Piemonte              | -          | -              | 2        | 4              | 6      |
| Puglia                | -          | -              | 2        | 3              | 5      |
| Toscana               | -          | -              | 1        | 4              | 5      |
| Abruzzo               | -          | -              | 1        | 3              | 4      |
| Calabria              | -          | -              | -        | 4              | 4      |
| Emilia-Romagna        | -          | -              | -        | 4              | 4      |
| Liguria               | -          | -              | 2        | 1              | 3      |
| Basilicata            | -          | -              | 1        | 1              | 2      |
| Friuli-Venezia Giulia | -          | -              | 1        | 1              | 2      |
| Marche                | -          | -              | -        | 2              | 2      |
| Sardegna              | -          | -              | -        | 2              | 2      |
| Trentino-Alto Adige   | -          | -              | -        | 2              | 2      |
| Umbria                | -          | -              | 1        | -              | 1      |

## Composizione
| Carica                                                             | Titolare                                                           | Titolare                                                           | Titolare                                                           | Sottosegretari |
| Presidenza del Consiglio dei ministri e ministri senza portafoglio | Presidenza del Consiglio dei ministri e ministri senza portafoglio | Presidenza del Consiglio dei ministri e ministri senza portafoglio | Presidenza del Consiglio dei ministri e ministri senza portafoglio | Sottosegretari di Stato alla Presidenza del Consiglio |
| ------------------------------------------------------------------ | ------------------------------------------------------------------ | ------------------------------------------------------------------ | ------------------------------------------------------------------ | --- |
| Presidente del Consiglio dei ministri                              |                                                                    |                                                                    | Ciriaco De Mita (DC)                                               | - Riccardo Misasi (DC) Segretario del Consiglio dei ministri - Angelo Sanza (DC) Servizi di sicurezza, fino al 19/12/1988 - Emilio Rubbi (DC), dal 05/01/1989 |
| Vicepresidente del Consiglio dei ministri                          |                                                                    |                                                                    | Gianni De Michelis (PSI)                                           | - Riccardo Misasi (DC) Segretario del Consiglio dei ministri - Angelo Sanza (DC) Servizi di sicurezza, fino al 19/12/1988 - Emilio Rubbi (DC), dal 05/01/1989 |
| Rapporti con il Parlamento                                         |                                                                    |                                                                    | Sergio Mattarella (DC)                                             | |
| Università e ricerca scientifica                                   |                                                                    |                                                                    | Antonio Ruberti (PSI) (fino al 25/05/1989)                         | - Learco Saporito (DC) |
| Problemi delle aree urbane                                         |                                                                    |                                                                    | Carlo Tognoli (PSI)                                                | |
| Interventi straordinari nel Mezzogiorno                            |                                                                    |                                                                    | Remo Gaspari (DC)                                                  | - Giuseppe Lelio Petronio (PSI) - Giuseppe Galasso (PRI) |
| Funzione pubblica                                                  |                                                                    |                                                                    | Paolo Cirino Pomicino (DC)                                         | |
| Coordinamento della protezione civile                              |                                                                    |                                                                    | Vito Lattanzio (DC)                                                | |
| Coordinamento delle politiche comunitarie                          |                                                                    |                                                                    | Antonio La Pergola (PSI)                                           | |
| Affari sociali                                                     |                                                                    |                                                                    | Rosa Russo Iervolino (DC)                                          | |
| Affari regionali                                                   |                                                                    |                                                                    | Antonio Maccanico (PRI)                                            | |
| Problemi istituzionali                                             |                                                                    |                                                                    | Antonio Maccanico (PRI)                                            | |
| Ministeri                                                          |                                                                    | Ministri                                                           | Ministri                                                           | Sottosegretari di Stato |
| Affari esteri                                                      |                                                                    |                                                                    | Giulio Andreotti (DC)                                              | - Susanna Agnelli (PRI) - Gilberto Bonalumi (DC) - Giovanni Manzolini (PSI) - Mario Raffaelli (PSI)                                                           |
| Interno                                                            |                                                                    |                                                                    | Antonio Gava (DC)                                                  | - Saverio D'Aquino (PLI) - Franco Fausti (DC) - Giorgio Postal (DC) - Valdo Spini (PSI)                                                                       |
| Grazia e Giustizia                                                 |                                                                    |                                                                    | Giuliano Vassalli (PSI)                                            | - Franco Castiglione (PSI) - Francesco Cattanei (DC) - Mario D'Acquisto (DC)                                                                                  |
| Bilancio e Programmazione Economica                                |                                                                    |                                                                    | Amintore Fanfani (DC)                                              | - Giuseppe Demitry (PSI) - Emilio Rubbi (DC) fino al 05/01/1989 - Angelo Picano (DC) dal 05/01/1989                                                           |
| Finanze                                                            |                                                                    |                                                                    | Emilio Colombo (DC)                                                | - Stefano De Luca (PLI) - Dino Madaudo (PSDI) - Carlo Merolli (DC) - Carlo Senaldi (DC) - Domenico Susi (PSI)                                                 |
| Tesoro                                                             |                                                                    |                                                                    | Giuliano Amato (PSI)                                               | - Tarcisio Gitti (DC) - Angelo Pavan (DC) - Carmelo Pujia (DC) - Maurizio Sacconi (PSI)                                                                       |
| Difesa                                                             |                                                                    |                                                                    | Valerio Zanone (PLI)                                               | - Gaetano Gorgoni (PRI) - Mauro Bubbico (DC) - Delio Meoli (PSI) - Giuseppe Pisanu (DC)                                                                       |
| Pubblica Istruzione                                                |                                                                    |                                                                    | Giovanni Galloni (DC)                                              | - Beniamino Brocca (DC) - Luigi Covatta (PSI) - Savino Melillo (PLI) - Giuliano Zoso (DC)                                                                     |
| Lavori Pubblici                                                    |                                                                    |                                                                    | Enrico Ferri (PSDI)                                                | - Raffaele Costa (PLI) - Marte Ferrari (PSI) - Gualtiero Nepi (DC)                                                                                            |
| Agricoltura e Foreste                                              |                                                                    |                                                                    | Calogero Antonio Mannino (DC)                                      | - Francesco Cimino (PSI) - Giovanni Zarro (DC) |
| Trasporti                                                          |                                                                    |                                                                    | Giorgio Santuz (DC)                                                | - Angelo Gaetano Cresco (PSI) - Alessandro Ghinami (PSDI) - Piergiovanni Malvestio (DC)                                                                       |
| Poste e Telecomunicazioni                                          |                                                                    |                                                                    | Oscar Mammì (PRI)                                                  | - Giuseppe Astone (DC) - Vincenzo Sorice (DC) - Franco Tempestini (PSI)                                                                                       |
| Industria, Commercio e Artigianato                                 |                                                                    |                                                                    | Adolfo Battaglia (PRI)                                             | - Paolo Babbini (PSI) - Ivo Butini (DC) - Gianni Ravaglia (PRI) - Nicola Sanese (DC)                                                                          |
| Sanità                                                             |                                                                    |                                                                    | Carlo Donat-Cattin (DC)                                            | - Felice Contu (DC) - Mariapia Garavaglia (DC) - Elena Marinucci (PSI)                                                                                        |
| Commercio con l'Estero                                             |                                                                    |                                                                    | Renato Ruggiero (PSI)                                              | - Enrico Ermelli Cupelli (PRI) - Claudio Lenoci (PSI) - Alberto Rossi (DC)                                                                                    |
| Marina Mercantile                                                  |                                                                    |                                                                    | Giovanni Prandini (DC)                                             | - Filippo Fiorino (PSI) |
| Partecipazioni Statali                                             |                                                                    |                                                                    | Carlo Fracanzani (DC)                                              | - Giulio Santarelli (PSI) fino al 02/03/1989 - Sebastiano Montali (PSI) dal 02/03/1989                                                                        |
| Lavoro e Previdenza Sociale                                        |                                                                    |                                                                    | Rino Formica (PSI)                                                 | - Natale Carlotto (DC) - Silvano Costi (PSDI) - Elio Fontana (DC)                                                                                             |
| Beni Culturali e Ambientali                                        |                                                                    |                                                                    | Vincenza Bono Parrino (PSDI)                                       | - Gianfranco Astori (DC) |
| Turismo e Spettacolo                                               |                                                                    |                                                                    | Franco Carraro (PSI)                                               | - Antonio Muratore (PSI) - Luigi Rossi di Montelera (DC) |
| Ambiente                                                           |                                                                    |                                                                    | Giorgio Ruffolo (PSI)                                              | - Anna Gabriella Ceccatelli (DC) |
| Università e Ricerca Scientifica                                   |                                                                    |                                                                    | Antonio Ruberti (PSI), ad interim (dal 26/05/1989)                 | |

## Cronologia

### 1988

#### Marzo
- 12-14 marzo: all'indomani delle dimissioni di Goria i socialisti mettono subito le mani avanti. Non ci sarà un secondo rinvio del governo alle Camere, che sono pienamente operative e possono proseguire l'esame della legge finanziaria. Il Presidente della Repubblica Francesco Cossiga fissa l'avvio delle consultazioni a lunedì 14. Con un articolo su l'Avanti Craxi - riferendosi al via libera dato dal governo ai lavori della centrale di Montalto di Castro - sostiene che la soluzione della crisi passa per un buon accordo e una grande chiarezza di programmi. La direzione nazionale della DC indica De Mita per l'incarico e presenta un documento programmatico in otto punti (risanamento del debito pubblico, questione morale, riforme istituzionali, mercato comune europeo, disoccupazione e Mezzogiorno).
La Voce Repubblicana pubblica un corsivo fortemente polemico nei confronti di Craxi, nel quale si afferma che la levata di scudi socialista contro la centrale nucleare a Montalto di Castro non è giustificata. Il PSI, secondo i repubblicani, ha espresso delle riserve, non si è mai detto esplicitamente contrario, e adombra la possibilità che si vogliano stringere accordi più o meno ufficiali coi Verdi che, assieme a demoproletari e giovani comunisti, hanno manifestato ai cancelli del cantiere nel giorno della ripresa dei lavori.[7]
- 16-19 marzo: Cossiga conferisce l'incarico a De Mita senza vincoli di mandato. Il presidente incaricato avvia immediatamente le consultazioni, dichiara che sulle riforme istituzionali si discuterà di tutto con tutti ma l'esecutivo rimarrà fedele alla formula del pentapartito. Alessandro Natta, a nome del PCI, sostiene che esiste un contrasto da sanare tra le ambizioni e la formula a cinque. Esiste anche il problema dei rapporti tesi tra socialisti e repubblicani, rispettivamente contro e a favore della scelta nucleare. All'offerta di cooperare tra laici e socialisti di Giorgio La Malfa Claudio Martelli risponde che il PRI può tenersi la propria ostilità. Craxi ripete più volte che non ci sono veti personali o politici ma la disponibilità socialista è, al momento, per la definizione di un programma che si dovrà poi discutere e fissare. In un discorso a Milano il segretario del PSI pone come condizioni irrinunciabili il caso Montalto e l'abolizione del voto segreto.[8]

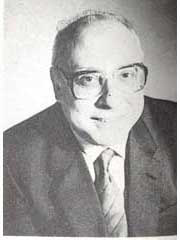
Gennaro Acquaviva

- 21 marzo: mentre sono in pieno corso le consultazioni di De Mita esplode il caso di una intervista che Gennaro Acquaviva avrebbe rilasciato all'inviato in Italia del quotidiano spagnolo El País. Secondo le agenzie italiane l'esponente socialista avrebbe dichiarato che il PSI farà il possibile per evitare che il nuovo presidente del consiglio sia De Mita e che il governo vedrà la luce se si concorderà un'operazione mirata al definitivo logoramento del PCI entro il 1990, in modo da portar via al PCI i suoi voti progressisti. Sorpreso mentre sta per iniziare la direzione del PSI Acquaviva, che è uno dei più stretti collaboratori di Craxi, smentisce il contenuto delle agenzie e sostiene che si tratta della distorsione di un colloqui cui avrebbe assistito il giornalista Juan Arias, che a sua volta non rilascia dichiarazioni in merito.
A Montalto di Castro le manifestazioni dei residenti contro la centrale nucleare si sommano a quelle degli operai addetti al cantiere, sospeso su direttiva del sindaco. I lavoratori bloccano la via Aurelia e la ferrovia Roma-Pisa e chiedono che venga rispettata la direttiva del governo che garantisce il pagamento dei salari pur con gli effetti sospensivi dei referendum del 1987. Dalla direzione socialista viene ribadito che il prossimo accordo di governo non può passare senza il rispetto della volontà referendaria anti-nucleare.[9]
- 22 marzo: il PSI diffonde alla stampa le proposte del programma per il nuovo governo. In tema istituzionale sono proposti l'abolizione del voto segreto (nelle more di una più ampia riforma dei regolamenti parlamentari), la correzione del bicameralismo perfetto e la riforma della presidenza del consiglio; in tema economico la riduzione del disavanzo primario, il contenimento della spesa pubblica e una politica monetaria più equilibrata; in tema fiscale si chiede l'allargamento della base imponibile attraverso una revisione dei carichi di imposta. De Mita sostiene che le richieste socialiste coincidono in gran parte con quelle democristiane ma dalla direzione del partito si chiedono proposte più precise. Intanto il segretario repubblicano Giorgio La Malfa cerca di conciliare i rapporti coi socialisti.
- 27-30 marzo: dopo quattro giorni di lavoro De Mita invia alle direzioni del pentapartito una proposta di programma che mira a far giungere il nuovo governo fino al 1992 ma rimane generico sui singoli punti. Per i repubblicani è una sorta di razzo a più stadi: secondo Giorgio La Malfa affronta un problema solo quando è sicuro di aver risolto il precedente. Il presidente incaricato si dice fiducioso che entro pochi giorni verrà ufficialmente definito da un vertice di maggioranza. Esclusa ancora una volta l'ipotesi di allargare l'alleanza a radicali e verdi appare chiaro che il nuovo esecutivo sarà un pentapartito, formula che - sostengono le opposizioni - sia stata imposta da Craxi come condizione irrinunciabile.
A una settimana dall'entrata in vigore degli effetti abrogativi del referendum (e del vuoto legislativo conseguente) dal Consiglio Superiore della Magistratura sale un appello ai presidenti delle Camere affinché il Senato approvi definitivamente la legge sulla responsabilità civile dei giudici, la cui discussione è bloccata da un veto congiunto di socialisti e radicali.[10]
- 31 marzo: la Corte costituzionale dichiara la legittimità dell'art. 5 della legge 194. Per la Consulta la moglie può legittimamente abortire senza dirlo al marito, che non ha quindi diritto a risarcimento per la lesione al diritto di paternità. La sentenza scatena un putiferio di polemiche.

#### Aprile

Craxi e De Mita

- 3-6 aprile: in vista dell'incontro collegiale per la definitiva approvazione De Mita avvia un ennesimo giro di consultazioni coi partiti della maggioranza per valutare le richieste di correzioni e cancellazioni dalla bozza di programma. L'agenda del nuovo esecutivo pone tra le priorità le leggi sull’emittenza radiotelevisiva e sulla responsabilità civile dei magistrati, la conversione della centrale nucleare di Montalto di Castro e un rinnovato piano per le infrastrutture e l'occupazione del mezzogiorno.
Il ministero del tesoro rende noto che il disavanzo pubblico ha raggiunto i 10.332 miliardi a febbraio e che il fabbisogno di cassa per l'anno in corso ammonta a 36.119 miliardi, con un saldo da finanziare di 907 miliardi.[11]
- 7 aprile: per effetto del referendum abrogativo del 1987 scadono i poteri della Commissione parlamentare inquirente.
Mentre De Mita riferisce alla direzione democristiana l'esito delle consultazioni, i socialisti chiedono che nel programma del governo sia compresa la concessione della diretta televisiva a uno dei tre canali di Silvio Berlusconi. La proposta giunge con diversi mesi di anticipo sulla sentenza della Corte costituzionale che deve decidere sulla legalità dei network formati da un agglomerato di emittenti regionali. Nonostante siano previste misure per prevenire il monopolio, il PCI e diversi settori della DC dichiarano subito la propria contrarietà.[12]
- 9 aprile: De Mita annuncia che i cinque partiti della maggioranza hanno raggiunto l'accordo sul programma, in particolare sull'abolizione del voto segreto. Restano dei punti da chiarire per la legge di regolamentazione delle TV private, di parziale riforma della RAI e dell'editoria, che saranno chiariti nel confronto parlamentare. Viene previsto un forte contenimento della spesa pubblica, 7.000 miliardi per l'anno in corso, 8.000 per gli anni successivi. Su precisa richiesta dei socialisti non vi saranno investimenti sulla materia del nucleare per almeno cinque anni. Annunciata una legge per la regolamentazione dello sciopero.[13]
- 12-13 aprile: De Mita scioglie definitivamente la riserva e presenta la lista dei ministri. Vice-presidente è Gianni De Michelis, la triade economica è affidata a Giuliano Amato (tesoro) Emilio Colombo (finanze) e Amintore Fanfani (bilancio), gli esteri e gli interni ad Andreotti e a Gava.
Nelle stesse ore in cui al Quirinale è in corso la cerimonia del giuramento si apre un fronte polemico nel PSDI per la scelta dei ministri effettuata da Antonio Cariglia. Il segretario viene messo in minoranza da una nuova maggioranza che fa capo a Giuseppe Romita.[14]

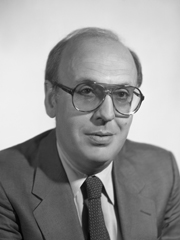
Roberto Ruffilli

- 15-18 aprile: le Brigate Rosse uccidono il senatore Roberto Ruffilli, consigliere di De Mita per le riforme istituzionali. Sulla stampa e tra i partiti viene adombrata l'ipotesi di un attacco alla formazione del governo. Giuseppe Gargani, a nome del presidente incaricato, dichiara che il cammino del nuovo esecutivo non si ferma. Il neo-ministro degli interni, Antonio Gava, viene chiamato a riferire in parlamento sull'episodio e su quanto si è fatto per arrestare gli ultimi brigatisti ancora liberi.[15]
- 19-23 aprile: De Mita presenta il governo alle Camere. La priorità è traghettare l'Italia all'appuntamento con l'Europa del 1992 e la riduzione del debito pubblico. Entro l'anno sarà operato un taglio alle spese tra i 6.000 e gli 8.000 miliardi, e si procederà negli anni successivi con non meno di 7.000 miliardi all'anno. Verrà abolito il voto segreto, che rimarrà in vigore per le votazioni che riguardano le persone e diritti di libertà. A nome del PSI Craxi assicura una piena e leale collaborazione ma il suo discorso è contestato dai repubblicani nel punto in cui chiede il riconoscimento dell'Organizzazione per la liberazione della Palestina. Dichiarazioni di circostanza dei liberali e dei socialdemocratici, alle prese con problemi interni per la crisi della segreteria di Antonio Cariglia. Alla Camera la fiducia passa con 366 voti a favore e 215 contrari. Al Senato è approvata con 177 voti a favore e 106 contrari.[16]
- 19 aprile: poco prima che De Mita prenda la parola al Senato le agenzie battono una dichiarazione del governatore della Banca d'Italia Carlo Azeglio Ciampi: parlando ad un congresso di banchieri, egli quantifica in 122.000 miliardi il deficit pubblico e ritiene necessario un taglio di almeno 10.000 miliardi nella spesa pubblica, cui deve corrispondere un inasprimento fiscale che comporti il medesimo gettito.[17]
- 23-27 aprile: si aprono i primi fronti polemici nella maggioranza. Repubblicani e liberali si oppongono alla richiesta dei socialisti - sostenuta dal ministro degli esteri Andreotti - di premere sulla Comunità Europea affinché ottenga un mandato fiduciario sui territori occupati da Israele sotto l'egida dell'ONU. Sempre i liberali, stavolta in compagnia dei missini, ritengono incostituzionali alcuni aspetti dell'accordo tra Italia e Austria per il bilinguismo in Alto Adige in tema di giustizia (da esercitarsi in italiano o tedesco a seconda della lingua madre dell'imputato) e di istruzione (esclusione dei bambini italiani dalle scuole di lingua tedesca a meno che già non conoscano la lingua).
A seguito di una telefonata anonima la polizia trova in un supermercato di Roma alcuni pompelmi importati da Israele intrisi di un liquido tossico. Si apre una forte polemica nei confronti del ministero della sanità, che ha atteso otto giorni prima di ordinare il sequestro di tutte le scorte di questo agrume in tutta Italia.[18]
- 29 aprile: consiglio dei ministri: dopo la formalizzazione della contrarietà di repubblicani e liberali, e una protesta non ufficiale dell'ambasciatore di Israele, il governo prende tempo sulla richiesta dei socialisti circa il mandato fiduciario europeo sulla Palestina e incarica il ministero degli esteri di verificarne l'effettiva praticabilità. È approvato un decreto legge per l'immissione immediata in ruolo degli insegnanti precari e un disegno di legge che riforma i criteri di assunzione dei docenti. Viene costituito il Consiglio di gabinetto, formato dai ministri Andreotti, Gava, Colombo, Fanfani, De Michelis, Amato, Zanone, Battaglia e Ferri.[19]

#### Maggio

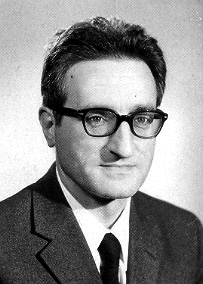
Aldo Tortorella

- 4 maggio: dopo un incontro col Governatore della Banca d'Italia De Mita convoca un vertice coi ministri finanziari per decidere modi e termini di una manovra economica mirata a racimolare almeno 7.000 miliardi entro l'estate. Il mancato annuncio dei provvedimenti viene contestato dalle opposizioni, per le quali il governo vuole prendere tempo fino al turno amministrativo di fine mese.[20]
- 4-5 maggio: comitato centrale PCI: viene approvata la relazione di Aldo Tortorella che riconosce nel governo negativi elementi di continuità e significativi elementi di novità. Il PCI è pronto a rispondere all'invito di De Mita per le riforme istituzionali ma non accorderà concessioni sulla necessità di procedere ad un risanamento economico che colpisca allo stesso modo tutti i redditi.[21]
- 5 maggio: dalle colonne de La Civiltà Cattolica i gesuiti prendono posizione contro l'abolizione del voto segreto. Secondo la rivista sarebbe preferibile limitarne l'utilizzo ed escluderlo da votazioni particolari come le leggi di spesa, in modo da impedire la formazione di gruppi di interesse. La stessa rivista, inoltre, definisce un grave errore il cedimento del governo sulla centrale nucleare di Montalto di Castro.
Il ministero del tesoro rende noto che il deficit pubblico per il primo trimestre del 1988 ammonta a 26.000 miliardi, con un +670 miliardi rispetto allo stesso periodo del 1987. Nelle stesse ore socialisti e liberali espongono le loro idee contrapposte in materia economica; i primi tornano a chiedere una patrimoniale sui redditi attraverso un'imposta progressiva sulla casa (esclusa la prima), una revisione delle aliquote IRPEF e una più decisa tassazione dei redditi societari, i secondi chiedono forti tagli alla spesa sociale, particolarmente sulla sanità, e misure di sostegno alle imprese.[22]

Silvio Berlusconi con Giulio Andreotti

- 7 maggio: Craxi smentisce il documento sull'economia presentato dal dipartimento economico del PSI. Con un breve comunicato di tre righe il segretario socialista fa sapere che le proposte devono ancora passare il vaglio della segreteria nazionale.
In vista di un vertice sulla materia dell'emittenza radio-televisiva i repubblicani ufficializzano una proposta che sconfessa l'accordo di governo sulla cosiddetta "opzione zero", ovvero il divieto di possedere contemporaneamente TV e giornali. Secondo il PRI, sostenuto anche dai liberali, la norma ratifica il duopolio tra la RAI e le reti di Silvio Berlusconi e impedisce al gruppo Fiat (proprietario de La Stampa e di altri periodici) di entrare nel mercato televisivo. La proposta alternativa propone di consentire il possesso contemporaneo in quote variabili tra la televisione e la carta stampata, senza eccedere nell'uno o nell'altro settore oltre un certo limite. La proposta è ben accolta dal PCI e da alcuni settori della DC, contrari a ratificare la situazione di monopolio sul settore privato da parte della Fininvest.[23]
- 9 maggio: in vista del vertice di governo sulla manovra economica da 7.000 miliardi Enzo Viganò, segretario del Sindacato autonomo dei lavoratori finanziari, dichiara in una conferenza stampa che ci sono ricorsi pendenti per 50.000 miliardi, dei quali il fisco potrebbe incamerarne almeno la metà, e che lo Stato ha crediti da esigere per 7.500 miliardi da imposte di successione non pagate. Il sindacato punta il dito contro l'inefficienza dell'amministrazione finanziaria che, a causa dei ritardi, deve onorare 300 miliardi all'anno di interessi.[24]

Walter Veltroni con Achille Occhetto

- 11 maggio: un vertice di maggioranza approva il testo del disegno di legge sull'emittenza radio-televisiva col voto favorevole di repubblicani e liberali. A poche ore dall'audizione del direttore centrale della FIAT Francesco Paolo Mattioli alla commissione cultura della Camera il testo da il via libera all'opzione zero e rende più favorevoli alla Fininvest alcuni articoli. A nome del PCI Walter Veltroni dichiara che l'accordo di maggioranza è incostituzionale perché riconosce situazioni di monopolio già bocciate dalla Corte Costituzionale.[25]
- 18-19 maggio: nei due rami del parlamento si svolge il dibattito sulle riforme istituzionali. I partiti si dividono sull'ipotesi di ridurre il parlamento a una sola Camera, sull'abolizione del voto segreto e sul presidenzialismo. Nella discussione si inserisce una critica alle preferenze elettorali mossa da Mino Martinazzoli, secondo il quale nella vastità delle circoscrizioni non rappresenta un vero legame tra eletto ed elettori.
In una intervista concessa all'espresso il presidente del Senato giudica un errore fissare limiti di incompatibilità tra emittenza radiotelevisiva e carta stampata. Secondo Spadolini occorre una regolamentazione anti-monopolista che consenta la creazione di più network senza posizioni di predominio.[26]

Dino Grandi

- 22 maggio: a distanza di poche ore l'uno dall'altro vengono a mancare Giorgio Almirante, Pino Romualdi e Dino Grandi.
De Mita convoca un consiglio di gabinetto straordinario. All'ordine del giorno ulteriori decisioni in merito alla manovra economica. In vista del consiglio dei ministri chiamato ad approvarla si deve decidere come reperire 3.000 miliardi fino al 1990 (tra i 600 e i 1.000 solo per il 1988) per coprire l'aumento accordato ai docenti col nuovo contratto della scuola. Esclusa una tassa ad hoc si parla di ulteriori anticipazioni fiscali per aggiungere un gettito ulteriore di almeno 600 miliardi.
Il ministero per il commercio con l'estero rende noto che il passivo della bilancia dei pagamenti ammonta a 6.460 miliardi, 3.000 in più rispetto allo stesso periodo dell'anno precedente. La causa è un forte squilibrio tra le importazioni in aumento e le esportazioni in calo.[27]
- 25 maggio: consiglio dei ministri: viene approvata la manovra da 7.000 miliardi. De Mita dichiara che è mirata "a mettere ordine nei conti pubblici" e a "frenare la spesa pubblica incontrollata ed improduttiva". I provvedimenti principali consistono nell'aumento dal 92 al 95% dell'autotassazione IRPEF e ILOR, nell'aumento della tassa di concessione annuale delle società e una frequenza più ravvicinata dei versamenti mensili dell'IVA per i contribuenti con reddito uguale o superiore a 480 milioni di lire annui. È inoltre approvato il documento di programmazione economico-finanziaria 1988-1992: il piano presentato dal ministro del tesoro, Giuliano Amato, colpisce la sanità (revisione delle modalità per i ricoveri, una stretta delle esenzioni per i ticket e nel consumo di medicinali), il sistema previdenziale (aumento dell'età pensionabile e da 15 a 20 anni il minimo di contributi per le pensioni di vecchiaia, abolizione del cumulo tra queste ultime e altri redditi, nuovo calcolo dell'ammontare dell'assegno con estensione della base sulle paghe degli ultimi dieci anni) e le tasse locali (imposte sulla casa e sull'energia elettrica e revisione della tassa di soggiorno).[28]
- 29-30 maggio: elezioni amministrative: sono interessati sette milioni di elettori per 1.200 amministrazioni locali, tra le quali le province di Ravenna, Viterbo e Pavia e i comuni di Catania, Ravenna e Ancona. Il dato più significativo è il -3,9% del PCI e il +3% del PSI. Nel pentapartito guadagnano voti la DC e il PRI. In flessione il PLI e il MSI. Nel nord le leghe ottengono ovunque buoni risultati. Mentre De Mita e Craxi gioiscono del buon risultato e rassicurano sulla stabilità della maggioranza, si apre un fronte polemico sulle liste locali, definite di disturbo, che il ministero degli interni quantifica in 727 sparse in tutte le realtà sede di voto.[29]

#### Giugno
- 3 giugno: consiglio dei ministri: all'ordine del giorno il disegno di legge sul riordino del sistema radio-televisivo. La normativa recepisce l'accordo tra DC e PSI che legittima il duopolio tra RAI e Fininvest. Viene confermata l'opzione zero, ovvero il divieto di possedere contemporaneamente giornali e TV, una norma che secondo i partiti minori della maggioranza e le opposizioni impedisce la nascita di emittenti nazionali concorrenti al monopolio privato di Silvio Berlusconi. Il canone di abbonamento RAI viene abolito e sostituito da una tassa di possesso sugli apparecchi riceventi, quale ne sia il numero e la tipologia. Verrà ammessa la diretta per tutti, pubblico e privato, e sono stabiliti tetti sugli spot pubblicitari.[18]

Adriano Celentano durante il monologo incriminato

- 7 giugno: il tribunale di Roma assolve Adriano Celentano per il monologo sui referendum pronunciato durante la trasmissione Fantastico. Il cantante, accusato di violazione dei diritti politici dei cittadini e di violazione della legge elettorale, secondo la corte non ha impedito agli elettori di esercitare il proprio diritto di voto.
Alla Camera il governo viene messo in minoranza a voto palese sulla richiesta di anticipare il dibattito sul trasferimento di bombardieri F16 americani dalla Spagna all'Italia.[30]
- 11 giugno: a poco meno di un mese dalla riunione del comitato centrale il segretario del PCI, Alessandro Natta, presenta le proprie dimissioni. È la prima volta per un segretario comunista, che motiva il gesto con ragioni di salute. Dalla direzione nazionale Paolo Bufalini sostiene che l'ex segretario non lascia per la sconfitta elettorale di fine maggio.
Muore Giuseppe Saragat[31]
- 15-17 giugno: tra i partiti della maggioranza si riapre la polemica sull'opzione zero che, nella versione definitiva, impedisce di possedere contemporaneamente TV e giornali a diffusione nazionale. Guido Bodrato sostiene su il Popolo che la nuova legge sull'emittenza radiotelevisiva non deve riconoscere o promuovere posizioni dominanti. Il riferimento è all'opzione zero che il PSI ha voluto nel programma di governo. Mentre i repubblicani giudicano insufficiente la norma che la esclude per le piccole TV private i socialisti ribadiscono che non approvarla metterebbe in pericolo l'esistenza dell'esecutivo.
I gruppi parlamentari del PCI e della Sinistra Indipendente al Senato presentano un disegno di legge per una commissione monocamerale d'inchiesta che accerti le effettive condizioni di libertà e pluralismo nell'informazione italiana, le cui conclusioni siano alla base del riordino del sistema radio-televisivo.[32]
- 21 giugno: Achille Occhetto è eletto nuovo segretario del PCI.[33]
- 26-27 giugno: elezioni amministrative in Valle d'Aosta e Friuli-Venezia Giulia. In Friuli il mini test elettorale vede la DC in aumento, il PCI in ribasso, superato di poco dal PSI, e una generale stabilità degli altri partiti. In Val d'Aosta l'Union Valdôtaine fa il pieno col 34,2% dei voti a spese di tutti gli altri partiti, lasciando fuori dal nuovo consiglio PSDI e PRI.[34]
- 28 giugno: De Mita scrive ai presidenti delle Camere per sollecitare la revisione dei regolamenti parlamentari (che comprende l'abolizione del voto segreto) entro il mese di luglio. La richiesta provoca proteste e malumori tra tutte le opposizioni e riserve di repubblicani e liberali.
Ascoltato dalla commissione cultura della Camera Fedele Confalonieri definisce le proposte congiunte di PCI e Sinistra Indipendente sugli spot pubblicitari "una legge anti-Berlusconi". L'amministratore delegato della Fininvest quantifica in 600 miliardi la perdita per i tetti e i limiti sulla pubblicità e in 320 miliardi quella per la rinuncia ad un canale. Nelle stesse ore Ugo Intini, portavoce del PSI, ribadisce che l'opzione zero serve ad impedire alla Fiat l'accesso al mercato radio-televisivo e che dalla sua approvazione dipende la prosecuzione del governo.[34]

#### Luglio

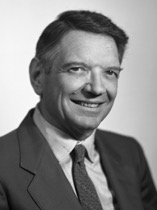
Costante Degan

- 1 luglio: muore l'ex ministro Costante Degan.
Ascoltato dalla commissione cultura della Camera il garante per l'editoria, Giuseppe Santaniello, sostiene che la pubblicità è un fattore condizionante dell'emittenza radiotelevisiva e si devono assolutamente evitare le concentrazioni da parte dei grandi gruppi industriali.[35]
- 2 luglio: parlando all'inaugurazione della nuova sede centrale della Banca di Novara il ministro del tesoro, Giuliano Amato, sostiene che ogni nuovo nato in Italia si ritrova con una quota di 17 milioni di un debito pubblico, in continua crescita. In vista della legge finanziaria e di una ulteriore manovra correttiva il ministro sostiene che per arrivare all'appuntamento con l'Europa del 1992 il governo dimostrerà uguale autorità verso tutte le parti sociali, che saranno chiamate ad uguali sacrifici.[36]
- 5 luglio: alla Camera la DC e il governo sono isolati col MSI contro una mozione che impegna il governo alla piena applicazione della legge 194, votata da PCI, PSI, PSDI, PRI, PLI e DP.
Il vice-presidente del consiglio, Gianni De Michelis, smentisce che nella manovra correttiva che il governo dovrebbe approvare entro la fine del mese, sia previsto un aumento del prezzo della benzina. Conferma che i provvedimenti fiscali incideranno sull'aliquota IVA più bassa (pane, pasta, formaggi, frutta e verdura) e che il provvedimento mira ad un risparmio di 7.000 miliardi.[37]
- 8 luglio: il ministero delle finanze rende noti i dati delle dichiarazioni dell'IVA presentate nel 1986. I redditi da lavoro autonomo del 1985, primo anno di applicazione della legge Visentini, confermano l'allarme lanciato qualche giorno prima dal ministro Giuliano Amato, che ha parlato di evasione elevatissima e di guadagni al lordo delle spese inferiori alla somma degli stipendi pagati ai dipendenti.
Il ministro per le riforme istituzionali, Antonio Maccanico, risponde alle polemiche sull'abolizione del voto segreto sostenendo che sulla questione si gioca la sopravvivenza dell'esecutivo. L'abolizione è un impegno sottoscritto nell'accordo di maggioranza, aggiunge l'esponente repubblicano, e fatte salve le questioni su persone e diritti di libertà, deve essere onorato.[38]

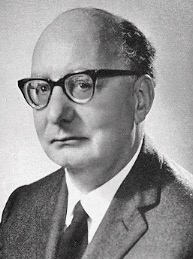
Oronzo Reale

- 14 luglio: muore l'ex ministro Oronzo Reale.
Parlando all'assemblea nazionale del PSI Craxi sostiene che il governo è impaludato in rinvii, compromessi e mezze misure. L'alleanza DC-PSI è dettata dalla mancanza di alternative ma può proseguire e rafforzarsi seguendo obiettivi comuni. I socialisti ritengono gli alleati minori dell'esecutivo un guazzabuglio di bastian-contrari.
Nelle stesse ore il consiglio nazionale della DC convoca il congresso del partito per il 25 gennaio a Roma.[39]
- 20 luglio: con l'astensione della DC e il voto favorevole di tutti gli altri partiti la commissione parlamentare inquirente decide di deferire al giudizio del parlamento in seduta comune gli ex ministri Franco Nicolazzi e Clelio Darida per lo scandalo delle carceri d'oro. Archiviata la posizione di Vittorino Colombo.
In vista delle discussione del disegno di legge sull'emittenza radio-televisiva, e col voto contrario dei commissari socialisti, la commissione Lavori pubblici e telecomunicazioni decide di svolgere un'indagine conoscitiva sul sistema dell'informazione in Italia.[40]
- 21 luglio: il governo pone la fiducia sul decreto della manovra mirata ad un recupero di 7.000 miliardi. Con l'aumento al 4% dell'IVA sui beni di prima necessità il governo ridurrà l'aggravio dell'IRPEF dal 1º gennaio, ridurrà gli oneri sociali per le imprese e alcuni investimenti già previsti. Tutte le opposizioni criticano il governo per la scelta di non riformare i criteri di assegnazione delle pensioni di invalidità, che continuano a favorire le false assegnazioni.[41]
- 25-27 luglio: i ministri delle finanze e del bilancio si scontrano con quello del tesoro nel primo vertice che deve fissare in via definitiva i termini della manovra approvata dalla Camera. L'approvazione nel termine previsto del 29 luglio viene definita improbabile. De Mita, a sua volta, convoca il primo vertice della maggioranza dalla costituzione del governo, ufficialmente per una verifica sullo stato di attuazione del programma, secondo stampa e opposizioni per definire la manovra alla vigilia del consiglio dei ministri che la deve approvare. Repubblicani e liberali accusano l'esecutivo di operare tagli e ritocchi senza intervenire sul problema della spesa pubblica. Su la Voce Repubblicana La Malfa scrive che il PRI non acconsentirà mai al varo di un condono fiscale, ed intanto salta il vertice della maggioranza.[42]
- 29 luglio: consiglio dei ministri: è approvato il primo pacchetto di misure della manovra estiva (1.800 miliardi). Sono introdotti nuovi ticket sanitari nella misura di un 20% su tutti i farmaci e di un 40% su alcune particolari specialità. L'aliquota base dell'IVA passa da 18 a 19% e colpisce tutti i beni e servizi non sottoposti ad una specifica tassazione. Aumenta la tassa governativa sulle partite IVA (100.000 lire per le persone fisiche, 250.000 per le persone giuridiche). Aumentano di 50 lire il gasolio per autotrazione e riscaldamento e di 4 lire il prezzo per kW dell'energia elettrica. In tema di spesa pubblica sono sospesi tutti gli investimenti programmati ma non ancora esecutivi per strade, ferrovie e pubblica amministrazione.[43]

#### Agosto
- 1 agosto: mentre infuriano le polemiche sulla effetti della manovra, con Democrazia Proletaria che minaccia un ricorso alla Corte costituzionale sulla mancata progressività delle imposte, sono annunciati un vertice dei ministri finanziari con De Mita e un consiglio dei ministri che metta a punto il secondo pacchetto delle misure prima della pausa estiva.[44]
- 9 agosto: consiglio dei ministri: dopo il fallimento delle trattative tra i ministri finanziari e quello della funzione pubblica la riforma del sistema fiscale per i lavoratori autonomi e dell'amministrazione finanziaria sono rinviati ad una nuova riunione convocata per il 26 agosto. È approvato il nuovo piano energetico nazionale, che segna il definitivo accantonamento dell'energia nucleare e costerà oltre 1000 miliardi fino al 2000. L'Italia parteciperà comunque alla ricerca sul cosiddetto nucleare pulito con uno stanziamento iniziale di 150 miliardi a partire dall'esercizio del 1990.[45]

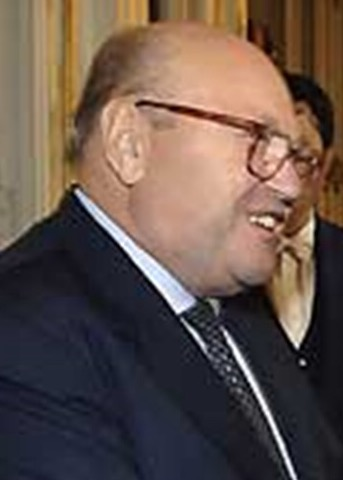
Renato Ruggiero

- 10 agosto: in una conferenza stampa convocata in vista della pausa di agosto De Mita traccia un bilancio positivo dei primi quattro mesi del governo e definisce illazioni giornalistiche le difficoltà e i contrasti dell'esecutivo. I presunti litigi dei ministri sono differenti punti di vista che si incontrano, e qualche volta si scontrano, alla ricerca di un compromesso. In vista della ripresa d'autunno il presidente del consiglio elenca come prioritarie la modifica dei regolamenti parlamentari - con l'abolizione del voto segreto - la riforma tributaria e una nuova regolamentazione dello sciopero.
Nella stessa occasione il ministro per il commercio con l'estero, Renato Ruggiero, comunica che la bilancia dei pagamenti per il primo quadrimestre del 1988 ha un deficit di 7.130 miliardi contro i 5.370 dell'anno precedente. Secondo Ruggero nell'agenda di governo va prevista la diminuzione di questo vincolo per l'economia, che può portare all'aumento delle tasse e al taglio della spesa per onorare gli interessi attivi e passivi sul debito.[46]
- 18 agosto: Con un corsivo su l'Avanti Craxi avverte il governo che si sono strette troppe alleanze locali tra Dc e PCI. La sua contrarietà è condivisa dai repubblicani ma la DC mette le mani avanti, e sostiene che se ne può discutere senza minacciare la crisi. De Mita, da parte sua, sostiene che le alleanze locali non sono prefissate dall'alleanza di governo e che della la stabilità dell'esecutivo ne deve rispondere chi la mette in discussione.[47]
- 26 agosto: consiglio dei ministri: il ministro del tesoro, Giuliano Amato illustra il piano di contenimento della spesa pubblica. I provvedimenti proposti aumentano le tariffe per ferrovie e trasporti urbani, elimina almeno 10.000 posti letto negli ospedali, intende affidare al privato gran parte delle consegne effettuate dalle Poste e introduce severi divieti nel cumulo delle pensioni. Incalzato dai giornalisti Amato sostiene che senza immediati provvedimenti il deficit di bilancio sfonderà di 25.000 miliardi il tetto fissato dalla finanziaria per il 1988 e di stare lavorando ad un taglio generalizzato delle spese nei settori in cui predomina l'assistenzialismo clientelare.
Il ministro per i rapporti col parlamento, Sergio Mattarella, assicura in una intervista che la riforma dei regolamenti parlamentari - che comprende l'abolizione del voto segreto - è uno dei temi prioritari nella imminente ripresa dei lavori parlamentari.[48]

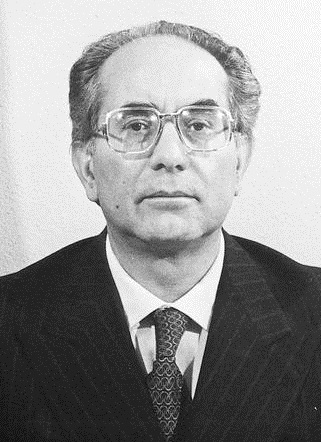
Emilio Colombo

- 29 agosto: intervistato da la Repubblica il ministro delle finanze, Emilio Colombo, sostiene che la riforma fiscale rischia di rimanere la grande incompiuta del governo. Tra i problemi c'è l'opposizione dei repubblicani al condono sulle tasse dei lavoratori autonomi, parte del progetto di riforma per artigiani, commercianti e liberi professionisti. DC e PSI sostengono che si tratta di una tassa per l'avvio del nuovo regime ma i veti incrociati della maggioranza rischiano di far saltare l'approvazione al momento prevista per il 3 settembre.[49]
- 30 agosto: il Consiglio di Stato ribalta la sentenza del TAR del Lazio che consente di uscire da scuola agli studenti che non si avvalgono dell'insegnamento della religione cattolica. La materia è parte integrante dei programmi, chi non frequenta queste lezioni deve optare per materie alternative. L'accordo tra il cardinale Ugo Poletti e l'ex ministro Franca Falcucci inasprisce ulteriormente i rapporti nella maggioranza, incalzata dalle proteste dell'Unione delle comunità ebraiche e della Tavola Valdese sull'inerzia del ministro Giovanni Galloni sul tema delle materie alternative.[50]

#### Settembre
- 2 settembre: consiglio dei ministri: viene approvato il piano del ministro Giorgio Ruffolo per lo smaltimento dei rifiuti tossici su base comunale, con divieto assoluto di esportazione in paesi poco o nulla industrializzati. Ogni regione dovrà avere un impianto inceneritore e presso il ministero dell'ambiente è istituita un'"anagrafe" delle industrie che producono scorie pericolose. È inoltre approvato il disegno di legge che affida speciali poteri di indagine all'alto commissariato antimafia, in particolare sulle banche e sugli appalti.[51]

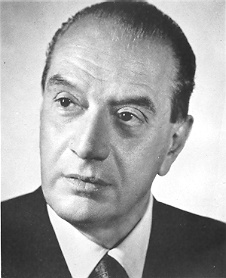
Bruno Visentini

- 6-9 settembre: il ministro del tesoro, Giuliano Amato, impegnato in un giro di consultazioni sulla seconda parte della manovra correttiva, incassa tre no dai ministri delle partecipazioni statali, della sanità e delle finanze sull'ipotesi di contenere la spesa pubblica con semplici tagli ai bilanci dei tre ministeri.
Il ministro delle finanze si incontra col suo predecessore Bruno Visentini e annuncia un accordo che fa rientrare l'opposizione del PRI. I termini del provvedimento dovrebbero essere discussi ed approvati nel primo consiglio dei ministri utile ma Visentini smentisce che sia stato stretto un patto e rinvia la posizione ufficiale repubblicana alla pubblicazione del provvedimento. Da una successiva riunione dei tre ministri finanziari emerge la mancanza di 7-8.000 miliardi di nuove entrate per il 1989. Questo dato, unito all'allarme della Banca d'Italia sul debito pubblico, che ha superato la soglia dei 900.000 miliardi, porta a considerare il condono fiscale per i lavoratori autonomi l'unica alternativa alla prospettiva di dover tagliare le spese ovunque sia possibile. Il segretario liberale Renato Altissimo esclude l'ipotesi di un condono generalizzato ma apre alla cosiddetta "tassa di ingresso" per i contribuenti che intendono mettersi in regola.[52]
- 14 settembre: la conferenza dei capigruppo della Camera decide 5 voti contro 4 di dare la precedenza all'abolizione del voto segreto. Il governo esclude qualsiasi accordo con le opposizioni, che annunciano manovre ostruzionistiche.[53]
- 16 settembre: consiglio dei ministri: viene approvato il nuovo regime fiscale per lavoratori autonomi e imprese minori. Il ministro delle finanze conferma l'intenzione del governo di incoraggiare il passaggio con un provvedimento di condono che frutterà un gettito tra i 5.000 e i 20.000 miliardi. Viene pesantemente contestata la proposta del ministro della sanità per il passaggio dell'assistenza degli autonomi da diretta a indiretta.
L'aula della Camera fissa al 27 settembre l'avvio della discussione sull'abolizione del voto segreto.[54]
- 22-23 settembre: consiglio dei ministri: convocato per discutere ed approvare la legge finanziaria il governo riesce solo a fissare a 117.250 miliardi il deficit per il 1989, a 15.400 miliardi la riduzione delle spese e a 14.800 miliardi le nuove entrate. Secondo il ministro del tesoro il problema è la mancata approvazione delle leggi di accompagnamento ma sulla stampa si fa avanti l'idea di un contrasto sul voto segreto tra la DC (che vorrebbe stringere un accordo con le opposizioni) e il PSI (che ne chiede l'abrogazione totale). Dopo un colloquio tra Craxi e De Mita quest'ultimo convoca i capigruppo della maggioranza e mette definitivamente a punto l'accordo per l'abrogazione. Il voto segreto sarà mantenuto in pochi e determinati casi.[55]

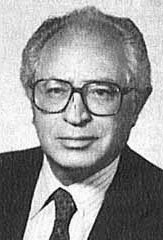
Antonio Maccanico

- 27 settembre: inizia la discussione alla Camera sull'abolizione del voto segreto. Il governo si salva per nove e tredici voti su due votazioni di carattere preliminare (mozione di incostituzionalità e sospensiva del dibattito). In una riunione convocata dal ministro delle riforme, Antonio Maccanico, i capigruppo di PLI, PRI e PSDI chiedono di mantenere la votazione segreta anche sulle norme di modifica della Costituzione e della legge elettorale. I socialisti non recedono dalla propria posizione e accusano la presidente Nilde Iotti di voler procedere con votazioni a maggioranza semplice che consentirebbero la somma di voti delle opposizioni e franchi tiratori.[56]
- 28 settembre: il governo approva la legge finanziaria per il 1989, che prevede di ridurre il deficit di bilancio da 149.000 a 117.000 miliardi. Le leggi di accompagnamento sono dieci, e realizzano 30.000 miliardi tra tagli alla spesa e nuove entrate. Confermato il condono per gli autonomi, che realizzerà potenzialmente 4.400 miliardi nel solo 1989 e viene definito un pedaggio per entrare nel nuovo regime fiscale. Non sono istituiti nuovi ticket sanitari o aumenti di quelli in vigore: viene fissato un tetto alla spesa delle USL, oltre il quale le regioni dovranno coprire la spesa con nuovi ticket.[57]

#### Ottobre

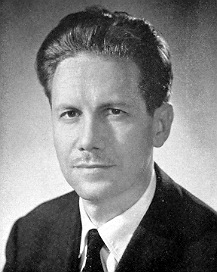
Flaminio Piccoli

- 1-4 ottobre: con l'avvicinarsi del voto finale il presidente del consiglio afferma che sull'abolizione del voto segreto è in gioco non solo la stabilità del governo ma il proseguimento della legislatura. Un eventuale stravolgimento della proposta, frutto di una intesa tra opposizioni e franchi tiratori democristiani, porterebbe ad anticipare le elezioni a gennaio 1989. Andreotti, da parte sua, dichiara a sorpresa che l'abolizione dovrebbe rientrare nel quadro di una generale riforma dei regolamenti parlamentari e non può prescindere da una larga intesa con tutti i partiti rappresentati. La presa di posizione del ministro degli esteri è condivisa da Flaminio Piccoli e Carlo Donat-Cattin ma una proposta in extremis del PCI per il voto palese sulla finanziaria e il rinvio della riforma viene respinta da De Mita e Craxi. Quest'ultimo accusa gli oppositori nella DC di manovre pre-congressuali.[58]
- 10-13 ottobre: dopo una settimana di incontri e discussioni ad ogni livello la giunta dei regolamenti della Camera licenzia il testo definitivo della proposta, denominato compromesso delle Camere alterne perché prevede l'impiego alternato del voto palese nei due rami del parlamento. La decisione chiude ogni dialogo con le opposizioni e lo scontro passa sulle modalità della votazione, dal momento che su cinque delle sei innovazioni concordano tutti i partiti. La decisione della presidente Iotti di procedere ad una sola votazione provoca un duro scontro tra la presidenza e i gruppi di opposizione.[59]
- 14 ottobre: con 324 voti favorevoli su 381 presenti (sette più della maggioranza minima di 316, con non meno di 40 franchi tiratori), la Camera approva la modifica dell'articolo 49 del regolamento. Il voto segreto rimane per le votazioni riguardanti le persone: a richiesta da votare è ammesso sui principi e diritti della libertà, su ulteriori modifiche del regolamento, sull'istituzione di commissioni di inchiesta e sulle nomine e le leggi riguardanti gli organi costituzionali dello stato. Il capogruppo dei deputati DC, Mino Martinazzoli, propone di introdurre l'obbligo di firma per non vanificare i vantaggi ottenuti. Il repubblicano Antonio Del Pennino, a sua volta, propone di legare la diaria parlamentare alle presenze.[60]
- 17 ottobre: consiglio dei ministri: viene approvata la riforma della legge del 1975 sugli stupefacenti e la prevenzione e la cura dei tossicodipendenti. Il comitato anti-droga presso la presidenza del consiglio è sostituito da un comitato tecnico-scientifico presieduto dal ministro degli affari speciali. Agli investigatori è concesso di acquistare droga per infiltrarsi nelle bande di spacciatori e di ritardare gli arresti. È inoltre approvato un aumento degli assegni di pensione minimi, con ritocchi da 50.000 a 80.000 lire, e delle pensioni sociali (+125.000 lire).[61]
- 21-22 ottobre: a una settimana dall'abrogazione del voto segreto si pone il problema dell'assenteismo dei deputati nelle votazioni più importanti. Nelle file della maggioranza si registrano assenze di poco superiori al 50% ma anche i partiti dell'opposizione non sono da meno. Nella discussione sulla legge per i rifiuti tossici il governo viene battuto 15 volte di seguito nella stessa seduta. In una settimana il numero legale viene a mancare sei volte.[62]

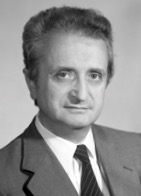
Vittorino Colombo

- 26 ottobre: coi voti di DC, PSI, PSDI, radicali e verdi il parlamento in seduta comune vota per il proseguimento delle indagini su Franco Nicolazzi e Clelio Darida per lo scandalo delle carceri d'oro. Definitivamente archiviata la posizione di Vittorino Colombo.
A seguito della decisione si prospetta una scissione nel PSDI. In vista del congresso nazionale di primavera la minoranza che fa capo a Pier Luigi Romita e Graziano Ciocia contesta la maggioranza di Franco Nicolazzi e Antonio Cariglia e sostiene la necessità di una nuova e definitiva riunificazione dei due partiti socialisti.
A seguito della decisione del parlamento il presidente della commissione inquirente, Egidio Sterpa, rassegna le dimissioni. Secondo l'esponente liberale l'aula ha respinto le conclusioni dell'inchiesta sapendo che la commissione - a causa del referendum abrogativo - non avrà il tempo di poterla riesaminare.[63]
- 27 ottobre: la Corte costituzionale dichiara illegittimi gli articoli delle leggi finanziarie per il 1984 e 1985 che consentono il rimborso di prestazioni specialistiche costose solo se effettuate in strutture pubbliche o convenzionati. In base all'art. 32 della Costituzione, che tutela il diritto alla salute e ne impone allo Stato la tutela, la Consulta dichiara illegittimo il mancato rimborso quando la prestazione sia stata dichiarata indispensabile dal medico di base e le strutture pubbliche o convenzionate non siano in grado di assicurarle. Il ministro della sanità, Carlo Donat Cattin, è chiamato ad emettere una circolare che fissi le modalità dei rimborsi e preveda i relativi stanziamenti di bilancio.[64]

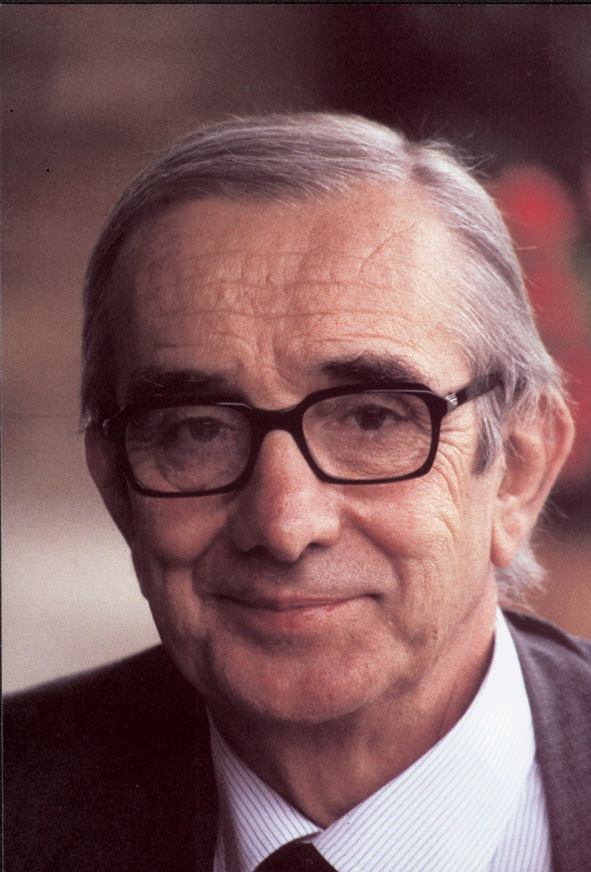
Andrea Borri

- 29 ottobre-1 novembre: dopo l'ennesima seduta andata a vuoto il presidente della commissione parlamentare di vigilanza sulla RAI, Andrea Borri, sostiene in una intervista che la paralisi dei lavori sulla materia dei tetti pubblicitari è legata alle pressioni di un fronte favorevole a Silvio Berlusconi. I commissari Giuseppe Fiori e Luciano Azzolini denunciano le pressioni esercitate da agenti di Programma Italia, un fondo di investimenti legato alla Fininvest, che avvicinano i parlamentari con proposte oltremodo vantaggiose allo scopo di costituire un fronte favorevole agli interessi delle TV private. Il gruppo Fininvest dichiara che non ci sono parlamentari in carica tra i sottoscrittori delle sue offerte. Berlusconi, a sua volta, accusa la Rai di rappresentare una lobby parlamentare, dal momento che molti deputati e senatori sono suoi ex dipendenti. In aula il gruppo comunista chiede un dibattito alla presenza del ministro delle poste, i missini annunciano una mozione contro le inadempienze della commissione, che da cinque anni non presenta la relazione annuale.[65]

#### Novembre
- 3-4 novembre: Silvio Berlusconi convoca una conferenza stampa, successivamente trasmessa in differita su Retequattro, nella quale si dichiara vittima di una diffamazione strisciante. Sostiene che la Fininvest non esercita pressioni e difende alla luce del sole i propri interessi riconosciuti dalla legge. La lobby è quella della RAI, dal momento che il senatore Giuseppe Fiori ha ricevuto una medaglia da benemerito dell'azienda e siede nella commissione di vigilanza insieme ad ex consiglieri di amministrazione.
Il presidente socialista della RAI, Enrico Manca, ribatte che non ci sono lobby di pressione da nessuna delle due parti e che il problema è la mancanza di una regolamentazione che ponga dei limiti e salvaguardi i diritti di tutti. I rimproveri alla gestione politica del problema scatenano un conflitto tra i partiti della maggioranza: Giorgio La Malfa sostiene che Manca ha ammesso di essere un lottizzato, la DC su il Popolo lo definisce infiltrato di Berlusconi scatenando le ire del socialisti.[66]
- 7 novembre: alla Camera prende il via la discussione sulla legge finanziaria.

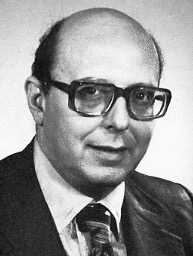
Giovanni Galloni

- 9 novembre: dopo il parere del Consiglio di Stato sull'obbligo di scelta tra ora di religione e ora alternativa il ministro della pubblica istruzione, Giovanni Galloni, presenta ai responsabili della scuola dei partiti della maggioranza la proposta di far seguire all'alunno che non si avvale delle due alternative lo studio di una specifica materia sotto la guida di un docente.
Dopo quindici mesi di scontri la commissione di vigilanza sulla RAI riesce ad approvare la conferma del tetto dei 900 miliardi di lire per la pubblicità del servizio pubblico. Mentre i commissari comunisti cantano vittoria nella maggioranza si registrano tensioni tra democristiani e socialisti.[67]
- 12 novembre: sulla base delle previsioni della legge finanziaria l'amministrazione dei monopoli decide un aumento di 200 lire per le sigarette estere e tra le 100 e le 150 lire per quella nazionali. Gli aumenti apportano un gettito aggiuntivo di 600 miliardi ma sono aspramente contestati dalla federazione dei tabaccai.[68]
- 13 novembre: con 189 voti a favore e 151 contrari la Camera approva la prima delle 13 leggi collegate alla legge finanziaria. Il provvedimento sulla finanza pubblica viene fortemente contestato dalle opposizioni. La norma consente alle regioni che superano il tetto della spesa sanitaria programmata di sospendere prestazioni e assistenza diretta e introdurre nuovi ticket, facendo pagare ai cittadini la mala gestione della sanità.[69]
- 16 novembre: parlando all'inaugurazione dell'anno di studi della polizia tributaria Ciriaco De Mita dichiara che il governo è intenzionato a tassare le rendite da capitale e i guadagni di borsa. Gli effettivi provvedimenti, tuttavia, potranno essere predisposti con la finanziaria per il 1990.
Alla Camera il governo viene battuto su un emendamento comunista che assegna 480 miliardi in tre anni al settore agricolo. La mossa scombina un accordo di maggioranza per l'aumento dei minimi di pensione INPS, che richiede 400 miliardi già stanziati ed altri 200 ancora da trovare. Il provvedimento viene successivamente coperto con 500 miliardi stanziati e non utilizzati nella finanziaria del 1988[70]

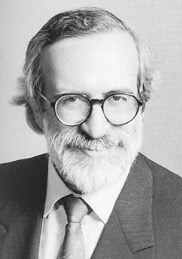
Enrico Ferri

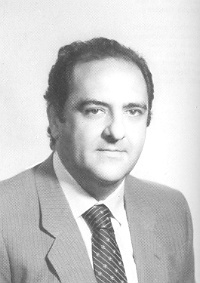
Lodovico Ligato

- 17 novembre: consiglio dei ministri: il ministro dei lavori pubblici, Enrico Ferri, presenta una ennesima proposta di riforma dell'equo canone con tre tipologie di contratto, dove il costo di affitto è legato alle durate di due, quattro e otto anni, e una revisione dei fitti per gli edifici costruiti fino a tutto il 1977. Non essendo possibile approvare nulla entro il 31 dicembre l'esecutivo deve mettere mano a una proroga degli sfratti dal 31 dicembre al 30 giugno 1989. Viene inoltre approvato uno schema di decreto legislativo per l'aggiornamento delle tabelle di invalidità civile, ferme dal 1938 e una convenzione tra SIP e Italcable per eliminare la duplicazione dei servizi di trasmissione via cavo.[71]
- 18 novembre: il presidente della repubblica si appella ai magistrati affinché desistano dal proposito di scioperare contro le riforme della giustizia promesse e mai attuate. L'Associazione nazionale magistrati risponde che ci sono riforme in sospeso da dieci e passa anni e che il Quirinale l'appello deve rivolgerlo a governo e parlamento.
Il presidente del consiglio si reca in visita ufficiale in Vaticano. Con Giovanni Paolo II prende l'impegno per una regolamentazione della ricerca in materia di genetica e biotecnologie e il riconoscimento di pari diritti alle scuole private.
La giunta delle elezioni del Senato mette sotto inchiesta undici senatori in stato di incompatibilità tra mandato parlamentare e incarichi privati. Tra gli altri Guido Carli, presidente della Università Luiss (che ottiene contributi pubblici) e Bruno Visentini (presidente della CIR). Il presidente Francesco Macis annuncia una lettera ufficiale in cui si chiede di optare tra mandato e attività private.
La procura di Roma emette sette mandati di cattura e quattordici comunicazione giudiziarie nei confronti del presidente, del direttore generale e di tutto il consiglio di amministrazione delle Ferrovie dello Stato, composto da esponenti di tutti i partiti della maggioranza. Le ipotesi di reato cono truffa aggravata, interesse privato in atti di ufficio, corruzione e associazione a delinquere. Esplode lo scandalo delle lenzuola d'oro, un appalto da 140 miliardi per la biancheria usa e getta delle carrozze ferroviarie cuccetta. Oltre al presidente Lodovico Ligato e al direttore Giovanni Coletti risultano indagati o arrestati alcuni collaboratori del ministro Antonio Gava.[72]
- 21 novembre: a seguito di una relazione della Corte dei conti la magistratura di Roma apre un'inchiesta sulle spese di consulenza dell'ENI, 117 miliardi nel quadriennio 1983-1986. Nel mirino dell'indagine prestiti alle banche mai rientrati, consulenze a soggetti esterni e a ex dipendenti passati ad altri enti o andati in pensione.
La commissione lavoro della Camera approva in sede legislativa il part-time per i dipendenti pubblici, una delle 13 norme di accompagnamento della finanziaria. Secondo il ministro Paolo Cirino Pomicino andrà a vantaggio soprattutto dei dipendenti in esubero che non desiderano essere trasferiti ad altro incarico. Sono anche introdotti i contratti a tempo indeterminato, per sopperire a necessità transitorie senza le lungaggini dei concorsi pubblici.[73]
- 22 novembre: il governo presenta alla commissione finanze della Camera un emendamento al disegno di legge sull'autonomia impositiva degli enti locali. Si propone di abrogare la tassa di soggiorno e viene introdotta una imposta comunale per l'esercizio di arti, imprese e professioni. Calcolata sulla base dei metri quadri dei locali dove si svolgono le attività mira ad ottimizzare le spese dei comuni, che più spenderanno e più saranno costretti a tassare i propri amministrati.[18]

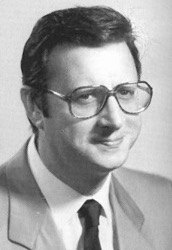
Giorgio Santuz

- 25 novembre: la procura della repubblica di Roma emette quattro ulteriori mandati di cattura nei confronti del direttore generale e di alcuni consiglieri di amministrazione delle Ferrovie dello Stato. Il presidente, indagato a piede libero, rassegna le dimissioni. Su richiesta del ministro dei trasporti, Giorgio Santuz, chiede una riunione straordinaria del consiglio dei ministri per la nomina di un commissario. Lo stesso ministro è chiamato a riferire in parlamento dalle opposizioni. Il gruppo comunista della Camera denuncia e chiede conto dei contributi pubblici all'ente ferrovie, che per il solo 1987 assommano a 9.251 miliardi.[74]
- 30 novembre: consiglio dei ministri straordinario: con un accordo tra DC e PSI l'ex presidente della Montedison, Mario Schimberni, e il vice-presidente dell'Italstat, Felice Santonastaso, sono nominati commissario e direttore generale delle Ferrovie dello Stato.
La Camera approva il provvedimento di contenimento della spesa sanitaria, collegato alla finanziaria, che mantiene i ticket tra il 20 e il 40% del costo della prestazione e la quota fissa di 2.000 lire a ricetta. Viene stralciato l'articolo che impone di fissare entro il 30 giugno 1989 il prezzo dei farmaci secondo un calmiere; la scelta sarebbe determinata da problemi di competenza tra i ministeri dell'industria e della sanità ma le opposizioni sostengono che si è ceduto alle pressioni degli industriali del ramo farmaceutico.[75]
- 30 novembre-1 dicembre: dopo le prime indagini su un grosso quantitativo di schede votate distrutte abusivamente esplode il caso dei brogli elettorali compiuti nella circoscrizione Napoli-Caserta. Il presidente della giunta delle elezioni, Enzo Trantino, denuncia la palese alterazione dei verbali, dove molti candidati hanno ottenuto più preferenze dei voti validi delle relative liste, e il semplicistico adeguamento di voti di lista e preferenze effettuato dall'ufficio centrale senza una verifica delle schede. L'esponente missino aggiunge che la convalida di tutti gli eletti (tra i quali Bettino Craxi, Paolo Cirino Pomicino, Antonio Gava, Vincenzo Scotti e Giorgio Napolitano) rimane al momento in sospeso. I liberali annunciano di volersi costituire parte civile nelle eventuali inchieste della magistratura.[76]

#### Dicembre
- 2-4 dicembre: a seguito di un articolo del settimanale l'Espresso (querelato ed assolto) numerose interrogazioni presentate dai gruppi di opposizione e dal PLI fanno esplodere sulla stampa il caso della Banca popolare dell'Irpinia. L'istituto, di cui sono grandi azionisti Ciriaco De Mita, Nicola Mancino e Giuseppe Gargani, oltre ad altri parlamentari ed esponenti locali della DC, è sottoposto ad un fuoco di fila di accuse per la gestione dei fondi destinati alla ricostruzione post-terremoto. Mentre la Banca d'Italia annuncia una ispezione alla Camera Ada Becchi Collidà (sinistra indipendente) avanza la proposta di una commissione parlamentare d'inchiesta, appoggiata da liberali, radicali, demoproletari e verdi.[77]
- 5 dicembre: mentre De Mita assicura che le agevolazioni fiscali per lavoratori dipendenti e pensionati entreranno in vigore dal 1º gennaio il ministro del tesoro, Giuliano Amato, denuncia la speculazione operata da vari enti pubblici sui finanziamenti incassati dallo stato, che non vengono utilizzati allo scopo di far maturare interessi. I titolari dei finanziamenti aggirano il divieto di detenere le somme che non possono ancora spendere versandoli a soggetti che non incorrono nell'obbligo di affidarli alla tesoreria unica di Stato e li destinano a conti correnti bancari o titoli di stato. Secondo Amato dai tempi di un'analoga denuncia di Ugo La Malfa non è cambiato nulla, e lo Stato continua ad indebitarsi due volte: finanzia gli enti pubblici e paga gli interessi sui titoli in cui il denaro viene investito.[78]
- 9 dicembre: consiglio dei ministri: a venti anni dall'ultima riforma viene approvato un disegno di legge per rendere più severo l'esame di maturità. Aumentano da due a tre le prove scritte, gli orali si svolgono sulle materie dell'ultimo anno, una tesina e un terzo del punteggio assegnato dal profitto ottenuto dallo studente negli ultimi tre anni. Viene inoltre approvato il disegno di legge sulle tossicodipendenze: la dose giornaliera sostituisce il criterio della modica quantità e viene sanzionata col ritiro della patente e del passaporto. I detentori tossicodipendenti possono evitare il processo se accettano di curarsi. Inasprite fino all'ergastolo le pene per il traffico e lo spaccio.
Dopo un lungo confronto tra i partiti della maggioranza e i sindacati degli inquilini viene approvato un disegno di legge di riforma dell'equo canone svuotato dai contenuti più contestati. Si prevedono tre tipologie di contratti di 2, 4 e 8 anni, la rivalutazione dei canoni dal 75 al 100% dell'indice Istat dell'inflazione e la successione nei contratti estesa ai conviventi.[79]
- 12 dicembre: il sottosegretario alla presidenza con delega ai servizi segreti, Angelo Sanza, dichiara a sorpresa che dietro la campagna di stampa e le inchieste sulla ricostruzione dell'Irpinia non è da escludersi una regia dei vecchi servizi segreti piduisti, interessati alla destabilizzazione del quadro politico. Il quotidiano della DC rincara la dose e fa il nome di Silvio Berlusconi, interessato a far tornare il PSI alla guida del governo. Su richiesta dei commissari comunisti Sanza è chiamato a riferire al Comitato parlamentare per i servizi di sicurezza.[80]

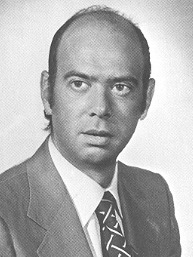
Renato Altissimo

- 13-19 dicembre: congresso PLI: nel partito, elettoralmente ridotto ai minimi termini, si confrontano sei correnti: Democrazia Liberale (Renato Altissimo-Valerio Zanone), Autonomia liberale (Egidio Sterpa), Liberalismo einaudiano (Raffaele Costa), Umanesimo liberale (Alfredo Biondi) e Nuova democrazia liberale (Antonio Patuelli). L'assise concorda pressoché all'unanimità sul sostegno al governo e con la proposta di un polo liberal-democratico per le elezioni europee del 1989, ma si divide tra i favorevoli alla riconferma di Altissimo (che viene rieletto con 122 voti su 165) e l'elezione di Antonio Martino.[81]
- 16 dicembre: il ministro del tesoro, Giuliano Amato, annuncia che nella settimana tra Natale e Capodanno saranno varati numerosi decreti-legge fiscali, provvedimenti che avrebbero dovuto marciare di pari passo con la legge finanziaria. Dal 1º gennaio l'aliquota IVA su libri e generi di prima necessità passa dal 2 al 4% e viene introdotta la tassa annuale di 100.000 lire per i titolari di partita IVA; verrà inoltre introdotto il nuovo regime fiscale per i lavoratori autonomi, sostitutivo della legge Visentini.
Il sottosegretario alla presidenza del consiglio con delega ai servizi segreti, Angelo Sanza, è costretto a rassegnare le dimissioni dopo aver sostenuto che le inchieste giornalistiche sui fondi del terremoto dell'Irpinia sono il frutto di un complotto destabilizzante nei confronti dell'esecutivo. L'annuncio segue di poche ore il comunicato della Camera che fissa al 20 dicembre la discussione delle interrogazioni sull'affare terremoto.[82]
- 20 dicembre: il ministro per i rapporti con il parlamento, Sergio Mattarella, risponde alle interrogazioni sull'impiego dei fondi per la ricostruzione in Irpinia. Oggetto del contendere è la differenza di 40.000 miliardi tra le somme dichiarate dal governo (26.000 miliardi) e quelle quantificate dalle opposizioni (65.000 miliardi). Mattarella fissa in 29.450 miliardi la spesa affrontata, 6.000 dei quali previsti nella finanziaria da approvare e non ancora assegnati. Aggiungendo le somme del fondo di emergenza istituito nell'immediatezza degli eventi e i mutui contratti dai comuni con la garanzia dello Stato si arriva a 47.450 miliardi per 156.317 interventi sull'edilizia privata e 12.211 per quella pubblica. Mattarella non ammette e non nega che i finanziamenti sono stati depositati presso la banca dell'Irpinia, precisa che solo lo 0,75% del capitale è posseduto da esponenti democristiani ed aggiunge che l'istituto ha amministrato per conto dei comuni circa 400 miliardi tra il 1983 e il 1987. De Mita, da parte sua, sorvola sulle accuse di speculazioni personali e del governo ed imputa le responsabilità della vicenda allo sciacallaggio politico ed affaristico che segue ogni calamità naturale.
Con 144 voti favorevoli e 61 contrari il Senato approva la legge finanziaria per il 1989. Il fabbisogno dello Stato per il 1989 è fissato in 147.932 miliardi. La legge passa all'esame della Camera.[83]

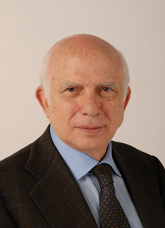
Paolo Cirino Pomicino

- 21 dicembre: la giunta delle elezioni della Camera invia un rapporto alla procura della repubblica di Napoli sui brogli fino al momento accertati nella circoscrizione Napoli-Caserta. Sulla base di una indagine a campione tra le schede votate e i verbali si è accertato che centinaia di preferenze date ai candidati numero 1 (Vincenzo Scotti) e 4 (Paolo Cirino Pomicino sono state modificate trasformandole in 41, il numero di Alfredo Vito, fedelissimo di Antonio Gava, che ottiene così poco più di 154.000 voti.[84]
- 27 dicembre: consiglio dei ministri: viene varato un decreto unico che aumenta l'IVA sui beni di prima necessità e su libri e giornali e introduce il nuovo regime fiscale per i lavoratori autonomi. Un secondo decreto introduce la nuova tassa comunale sulle attività produttive. Ulteriori decreti introducono l'utilizzo del codice fiscale per l'accesso alle cure sanitarie, una riforma delle aliquote IRPEF e delle detrazioni per i familiari a carico e il blocco degli sfratti esecutivi fino al 30 aprile.[85]

### 1989

#### Gennaio
- 3 gennaio: si allarga lo scandalo detto delle lenzuola d'oro. All'acquisto della biancheria usa e getta si sono aggiunti un appalto per la decoibentazione del materiale rotabile, l'acquisto di 20.000 coperte, comprate a 43.000 lire e rivendute a 327 lire e di alcune migliaia di computer, destinati alla realizzazione di un sistema informatico mediante una spesa di 160 miliardi, 20 per l'acquisto di PC IBM senza gara d'appalto e il rimanente per una società di consulenza.[86]
- 5-7 gennaio: i gruppi parlamentari del PCI di Camera e Senato chiedono ai rispettivi presidenti la sospensione di ogni ulteriore discussione della legge finanziaria, al momento all'esame della Camera. Secondo i comunisti i decreti del 27 dicembre, portati dal governo all'approvazione del parlamento, ne hanno svuotato l'efficacia e si chiede di definire l'iter di quelli ancora in discussione prima di procedere con un dispositivo parzialmente in contrasto. La richiesta provoca contrasti nella maggioranza, dove c'è chi sostiene la necessità di lasciar decadere i decreti non approvati per restituire al parlamento la piena sovranità. Il vice-presidente dei deputati democristiani, Nino Cristofori, arriva a sostenere che il governo ha agito con poco buon senso. Dopo una riunione della commissione bilancio della Camera il governo decide di lasciarli decadere e di trovare una soluzione per ripresentare separatamente le proposte.[87]
- 10 gennaio: il ministero del tesoro rende noti i dati degli accertamenti sull'evasione fiscale nei primi undici mesi del 1988. I contribuenti colti in flagrante sono 200.000 (in gran parte commercianti, albergatori e rappresentanti di commercio), per un totale di 17.000 miliardi di imposte inevase, delle quali dovranno pagarne 6.000 tra redditi inevasi e sanzioni. Dal ministero, tuttavia, si lamenta che l'eccessiva macchinosità burocratica dei ricorsi e l'impossibilità di penetrare il segreto bancario sotto un certo ammontare procrastinerà di anni l'incasso effettivo di una somma che riporterebbe entro il limite fissato il deficit di bilancio per il 1988.[88]
- 11 gennaio: nello stesso giorno in cui Democrazia Proletaria deposita la richiesta di referendum per l'abrogazione del finanziamento pubblico dei partiti il governo, d'accordo tutti i partiti di maggioranza e opposizione, rinvia a data da destinarsi il suo raddoppio da 80 a 160 miliardi.[89]

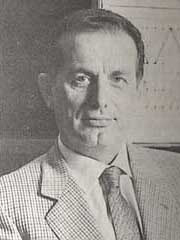
Giovanni Azzaretti

- 12 gennaio: la procura della repubblica di Milano apre una inchiesta sui finanziamenti erogati dalla Protezione civile per il risanamento di oltre cento chiese dell'Oltrepò Pavese lesionate dalle frane. Nel mirino dei giudici Remo Gaspari, Bruno Tabacci e Giovanni Azzaretti, all'epoca dei fatti ministro della protezione civile, presidente della regione Lombardia e presidente dell'ufficio speciale per l'Oltrepò. Oggetto del contendere l'effettiva destinazione di 2,6 miliardi, in gran parte destinati ad edifici di culto che non hanno mai avviato una pratica in tal senso.[90]
- 18 gennaio: il ministro del tesoro, Giuliano Amato, rende nota una relazione sull'andamento dell'economia e il futuro fabbisogno dello stato. Il deficit di bilancio per il 1989 è valutato in 130.000 miliardi 6.000 in più dell'anno appena concluso, e la finanziaria in corso di discussione non potrà contenerlo nell'obiettivo dei 117.000 miliardi. Secondo il ministro i maggiori esborsi dello Stato vengono dalla sanità (7.000 miliardi), dalle regioni (5.000) e da vari automatismi negli stipendi dei dipendenti dello Stato (3.500) e occorre varare una ulteriore manovra correttiva che tra minori spese e nuove entrate consenta di reperire ulteriori 10.000 miliardi.
Decidendo su istanza della pretura di La Spezia la Corte costituzionale conferma la legittimità dell'art. 12 della legge 194 e conferma che il giudice tutelare, se lo ritiene opportuno, può decidere di non ascoltare uno o entrambi i genitori quando si tratta di autorizzare l'aborto di una minorenne.[91]
- 20 gennaio: consiglio dei ministri: viene approvato il disegno di legge per le opere legate ai campionati mondiali di calcio del 1990. Il provvedimento stanzia 3.187 miliardi per opere ferroviarie, aeroportuali e viarie, riservandone 1.975 per i lavori curati dagli enti locali. Non sono inoltre rinnovati due decreti legge per lo stanziamento di 6.600 miliardi aggiuntivi in tre anni per le opere del dopo terremoto a Napoli e per interventi straordinari in Calabria.[92]

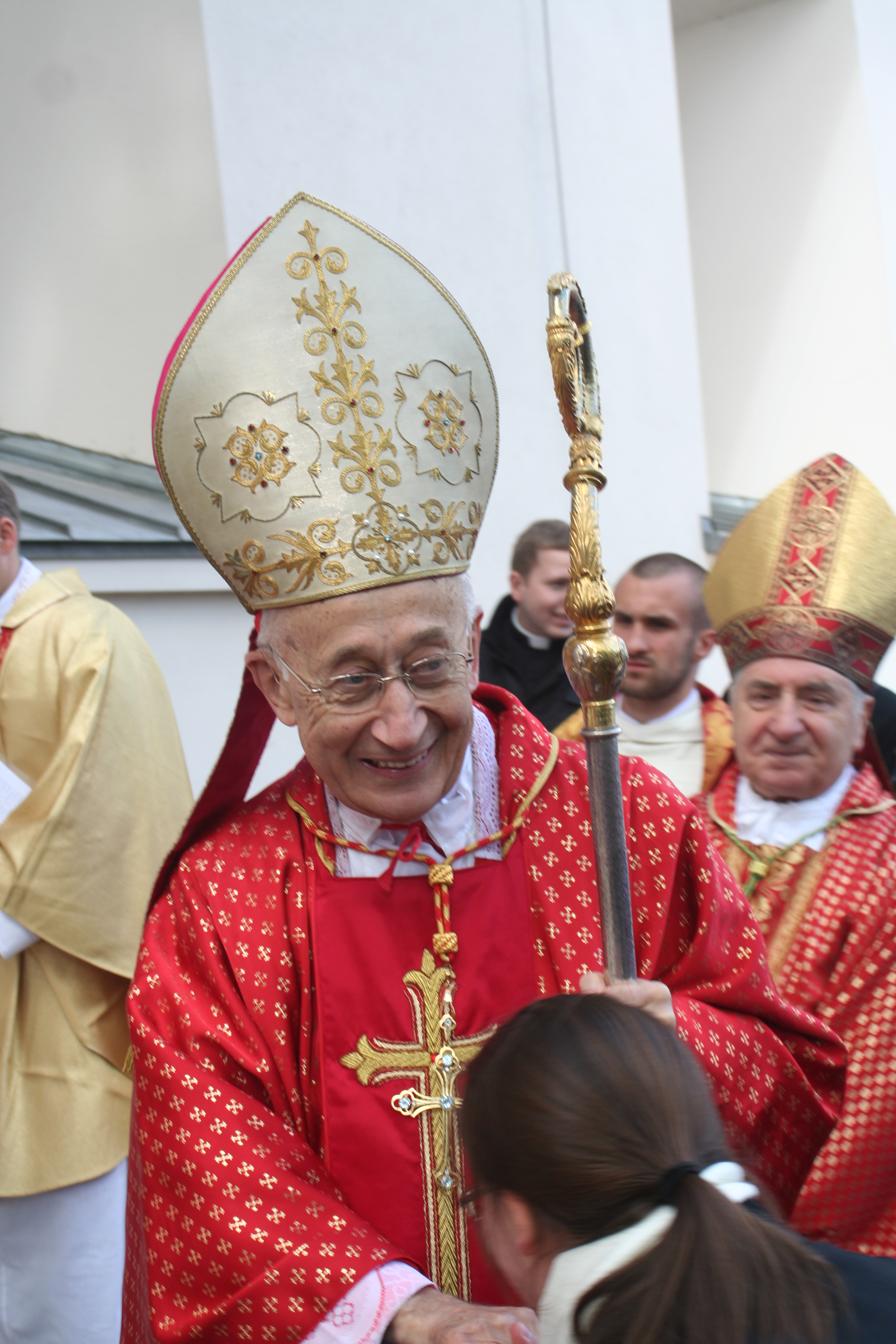
Camillo Ruini

- 23 gennaio: sono diffusi i primi dati dell'Istat sull'inflazione del 1989, il cui tasso è al 5,8% contro il 5,6% di dicembre. La causa viene identificata negli aumenti dell'IVA entrati in vigore dal 1º gennaio, che ha comportato un aumento dei prezzi al consumo di quasi l'1%.
Dopo una ispezione ordinata dal ministro della sanità in una clinica milanese, accusata di praticare aborti oltre il limite dei tre mesi, si accende un forte scontro sulla legge 194. Il PSI annuncia una proposta di legge che obblighi le strutture ospedaliere ad avvalersi di personale medico e paramedico in pari quota tra abortisti ed obiettori. Il ministro Carlo Donat-Cattin è chiamato a riferire in parlamento sull'esatta applicazione della legge. Monsignor Camillo Ruini, segretario generale della CEI, si appella indirettamente alla DC, ormai prossima a celebrare il congresso, per una revisione più restrittiva delle norme.[93]
- 27 gennaio: nel discorso di apertura dell'anno giudiziario il procuratore generale della Corte dei conti lancia un allarme sui conti pubblici, in particolare sullo situazione delle USL, il sistema pensionistico e la mancata copertura finanziaria di molti decreti legge del governo. Il procuratore punta particolarmente il dito sulle pensioni militari fasulle e sulle pratiche di quelle di guerra (175.000 ancora pendenti dal 1945) e sull'assenteismo del personale addetto alle unità sanitarie. Al governo viene rimproverato di fare un eccessivo ricorso alla decretazione d'urgenza senza le opportune previsioni sugli effetti che provocano sulla spesa pubblica.[94]

#### Febbraio

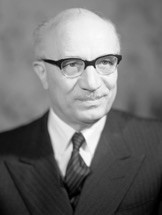
Amintore Fanfani

- 2 febbraio: il ministro del bilancio, Amintore Fanfani, chiede una verifica nella maggioranza sul piano per l'economia presentato da Giuliano Amato. Fanfani è il primo democristiano ad appoggiare in pieno la politica dei tagli alla spesa pubblica nei settori della sanità (assistenza indiretta per i titolari di reddito alto, gestione aziendale delle USL), delle ferrovie (rinvio del piano dell'alta velocità, abolizione delle tariffe agevolate e chiusura delle tratte non redditizie) e della previdenza (aumento dell'età pensionabile, allungamento del periodo contributivo minimo). Il ministro della sanità, Carlo Donat Cattin, ribatte che la riduzione degli sprechi non deve corrispondere a un taglio indiscriminato nel settore sanitario, e che il malfunzionamento del sistema viene esagerato da chi ha interesse a sostituire il sistema pubblico con le assicurazioni private.
La commissione parlamentare della Camera incaricata di analizzare i problemi del sistema dell'informazione radio-televisiva presenta la relazione conclusiva. La legge che deve regolamentare il settore deve puntare principalmente ad evitare le concentrazioni con decise norme anti-trust e la creazione di un organo che sovrintenda l'evoluzione del sistema. Nella relazione si portano gli esempi della Fininvest (che controlla l'85% dell'emittenza privata e raccoglie il 60% del mercato pubblicitario) e della Rizzoli (che supera da sola il 25% delle copie vendute dei quotidiani e il 60% nel settore dei periodici) e si ritiene indispensabile superare la figura del garante per l'editoria in favore di un organo collegiale.[95]
- 8 febbraio: il governatore della Banca d'Italia, Carlo Azeglio Ciampi, presenta alla commissione bilancio della Camera un rapporto che rimprovera al governo di aver perso molte buone occasioni sul fronte del risparmio e del riordino dei conti pubblici. Secondo Ciampi i giusti obiettivi sono stati perseguiti con strumenti sbagliati come i condoni e il drenaggio fiscale, automatismi che non consentono un margine di manovra.[96]

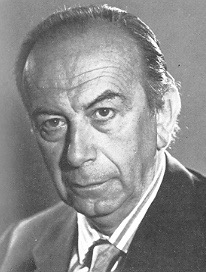
Carlo Donat-Cattin

- 9 febbraio: alla Camera si svolge il dibattito su una mozione di sfiducia presentata dalle opposizioni di sinistra contro il ministro della sanità. Carlo Donat Cattin viene invitato a dimettersi per cattiva condotta sui temi dell'aborto, dell'AIDS e dell'inquinamento delle acque. La mozione è respinta da 278 voti (la maggioranza più i voti missini) contro 179.
Nel discorso tenuto a difesa di Donat-Cattin De Mita difende l'operato del governo e anticipa alcune ipotesi in materia di riduzione della spesa pubblica. Ribattendo alla relazione presentata da Ciampi fa presente che sono già allo studio misure per spendere meno in tema di sanità, previdenza, pubblico impiego e trasporti.
Il ministero delle finanze diffonde i dati delle entrate tributarie per il 1988. Il fisco ha incassato 259.681 miliardi, 33.000 in più rispetto al 1987.[97]
- 15 febbraio: De Mita presenta le proposte ufficiali per i tagli alla spesa pubblica. Le proposte sono lo spostamento dell'età pensionabile a 61 anni per gli uomini e 58 per le donne già dal 1990, con l'obiettivo di arrivare gradualmente a 65. Viene accantonata l'idea dell'assistenza sanitaria indiretta in favore di un aumento dei ticket e una retta giornaliera di 10-20.000 lire giornaliere per i ricoveri e si prevede di aumentare le tariffe ferroviarie arrivando al raddoppio entro il 1994. La discussione ufficiale è rinviata a dopo il congresso nazionale della DC.[98]
- 18-22 febbraio: congresso nazionale DC: l'assise si apre dopo un dibattito precongressuale avviato fin dalla formazione del governo De Mita, quando si pone la questione del doppio incarico. Il partito si presenta diviso in sei correnti: area del confronto (De Mita, Mastella Mancino), Alleanza Popolare (Gava, Colombo, Piccoli; ex dorotei), Andreottiani, Forze Nuove (Donat-Cattin, Fontana) e Nuove cronache (Fanfani-Gava). De Mita si presenta dimissionario e sostiene la candidatura unica di Arnaldo Forlani in cambio della presidenza del consiglio nazionale. Forlani è eletto col l'85% dei voti. Una mozione che raccoglie 1.248 delegati su 1.250 indica il segretario uscente alla presidenza. De Mita chiede alla DC di sostenere unitariamente l'azione del governo sul delicato tema del risanamento della finanza pubblica.[99]
- 23-24 febbraio: consiglio dei ministri: contro la previsione del 4% diffusa dal governo Goria il tasso di inflazione dei primi 20 giorni di febbraio sale da 5,8 a 6,1%, un incremento che non si registrava da tre anni. L'aumento è la conseguenza dei provvedimenti fiscali entrati in vigore dal 1º gennaio, in particolare il maggior peso dell'IVA sui prodotti di largo consumo e sulle tariffe dei servizi pubblici. Il governo non prende al momento decisioni ma si parla con insistenza di un ribasso del prezzo dei BOT, allo scopo di favorirne l'acquisto ma che avrà come conseguenza un rialzo del debito, e un rialzo dei tassi di interesse. Le difficoltà economiche accantonano le ipotesi di un rimpasto dell'esecutivo. Il segretario liberale Altissimo, parlando al consiglio nazionale del partito, chiede un chiarimento tra i partiti della maggioranza.[100]

#### Marzo
- 1-3 marzo: mentre i ministri non trovano un accordo sulle correzioni al decreto fiscale, che deve comunque essere rinnovato per la scadenza ormai imminente, il governatore della Banca d'Italia, Carlo Azeglio Ciampi, avverte che in mancanza di validi interventi governativi si renderà necessaria una stretta creditizia, finalizzata a ridurre il fabbisogno del fisco e i consumi. Secondo Ciampi nell'attuale situazione il fabbisogno dello Stato per il 1989 crescerà da 117.000 a 140.000 miliardi. Il consiglio dei ministri ne prende atto ma a causa di contrasti tra i ministri economici si limita a rinnovare il decreto a prezzo di malumori ma prende anche la decisione di aumentare il tasso di sconto dal 12,50 al 13,50%. Presidente del consiglio e ministro del tesoro sostengono che si è scelto il male minore anche se avrà ripercussioni sull'occupazione e la produttività industriale, allo scopo di fronteggiare anche il deficit della bilancia dei pagamenti (1.300 miliardi) e della bilancia commerciale (4.829 miliardi).[101]
- 3 marzo: in un discorso alla sede Fiat di Cassino il presidente del consiglio sostiene che i problemi economici sono principalmente dovuti alla lentezza dei lavori del parlamento, che fatica a ratificare i provvedimenti del governo, e chiede che sia sostenuta da tutti (industria, parti sociali, cittadini) l'azione del governo sulle misure prese a da prendere. Nell'assicurare che l'aumento del tasso di sconto è una misura provvisoria e che l'inasprimento del prelievo fiscale non è una strada percorribile, aggiunge che è necessario procedere sulla strada dei tagli alla spesa.[102]

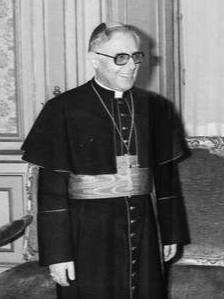
Il cardinale Ugo Poletti

- 8-9 marzo: la Corte costituzionale ribalta la sentenza del Consiglio di Stato sull'ora di religione. Per i giudici della consulta gli studenti devono essere liberi di scegliere se frequentare o meno l'ora alternativa all'insegnamento religioso. La decisione mette la parola fine all'intesa a suo tempo sottoscritta dal ministro Franca Falcucci e dal cardinale Ugo Poletti ed è accolta con favore dai laici della maggioranza e dal PCI. Mentre la CEI parla di violazione del concordato De Mita e il ministro della pubblica istruzione, Giovanni Galloni, prendono tempo e rinviano ogni decisione al deposito delle motivazioni della sentenza. Il presidente della consulta, Francesco Saja, annuncia un'inchiesta sui due anni di ritardo nell'invio degli atti. Mons. Ersilio Tonini, della commissione scuola della CEI, sostiene che gli studenti che s avvalgono dell'insegnamento della religione sarebbero discriminati in quanto dovrebbero fare un'ora in più in condizioni sfavorevoli.[103]
- 10-11 marzo: parlando ad un convegno sulla figura di don Luigi Sturzo il nuovo segretario della DC, Arnaldo Forlani, mette le mani avanti sulle pressioni che il partito sta subendo da varie realtà cattoliche nel merito di aborto e ora di religione. La DC, dice Forlani, non farà crociate pur senza rinnegare il suo retroterra culturale. La volontà di separare l'ispirazione religiosa e la laicità dell'impegno politico dei cattolici è appoggiata da Luigi Cesana, presidente del Movimento Popolare ma è contestata da Comunione e Liberazione e dalla destra del partito.[104]
- 14-16 marzo: consiglio di gabinetto: dopo due mesi di polemiche e di veti incrociati viene annunciato un accordo di maggioranza per la spesa sanitaria. I ticket verranno aumentati per le confezioni di medicinali, reintrodotti per gli esami diagnostici ed istituiti in via sperimentale per i ricoveri ospedalieri. Il ministro della sanità ritira ogni contrarietà ma insiste sulla necessità di assumere personale infermieristico. Restano in discussione il rinnovo del contratto per il pubblico impiego (che si pensa di rinviare al 1990), i tagli alla previdenza e alle spese correnti dei ministeri. Il ministro del tesoro sostiene che allo stato attuale il deficit di bilancio per il 1989, fissato a 117.850 miliardi, salirà di poco oltre i 134.000. In una successiva riunione il contrasto tra i partiti tuttavia si riacutizza. Il taglio preventivato in 12.000 miliardi sembra doversi ridurre a 7-8.000 per la diversità di vedute dei tre ministri finanziari e per i timori sull'impatto politico dei provvedimenti.
Giorgio La Malfa e Renato Altissimo annunciano in una conferenza stampa che repubblicani e liberali presenteranno liste comuni alle elezioni europee.[105]

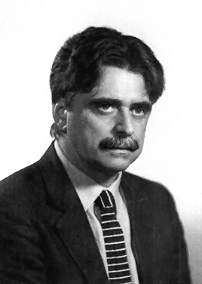
Achille Occhetto

- 17-22 marzo: congresso PCI: nella relazione di apertura Achille Occhetto è riconfermato segretario con 235 si, 2 no e 6 astensioni. Alessandro Natta è eletto presidente del comitato centrale. L'assise approva a larghissima maggioranza le proposte della segreteria di abbandonare il centralismo democratico e porsi in un ruolo di alternativa di governo rispetto al PSI. La prima elezione diretta del comitato centrale segna un successo della sinistra di Ingrao e un risultato deludente per i miglioristi che fanno capo a Giorgio Napolitano e i contrari alla svolta di Armando Cossutta, il cui ordine del giorno è l'unico ad essere stato respinto. Viene respinta anche l'idea di adottare un nuovo nome per il partito.[106]
- 23 marzo: consiglio dei ministri: nelle stesse ore in cui sono diffusi i dati sul tasso di inflazione del mese di marzo, salita da 6,3 a 6,4%, il governo fissa in via definitiva un pacchetto di misure in due fasi che consente di ricavare 12.000 miliardi. Confermati i provvedimenti sulla sanità (2.600 miliardi), l'esecutivo conta di ricavare 2.000 miliardi dalla riduzione della fiscalizzazione degli oneri sociali, altri 2.000 da un condono edilizio (che prevede il divieto di vendita degli immobili se non si è in regola con le tasse arretrate) e 400 miliardi dalla riduzione delle spese ministeriali. In un secondo tempo si conta di ricavare 2.000 miliardi attraverso la riduzione dei trasferimenti agli enti locali, 2.500 miliardi da minori apporti alle USL e al Fondo nazionale dei trasporti e 1.000 miliardi dall'abolizione degli anticipi sulle opere nel mezzogiorno). Opposizioni e parti sociali contestano al governo una manifesta debolezza nel colpire i veri sprechi della spesa pubblica come gli enti economici inutili, che costano migliaia di miliardi all'anno (7.000 nel solo 1987), messi sotto accusa dalla Corte dei conti perché non rendono nulla.[107]
- 29-30 marzo: parlando a tribuna politica De Mita sostiene che il parlamento deve approvare al più presto il decreto fiscale di dicembre e la più recente manovra da 12.000 miliardi. Aggiunge che la decadenza di uno o entrambi i provvedimenti vanificherebbe la legge finanziaria. L'appello, ribadito al direttivo dei deputati democristiani, è legato ai tempi ristretti che Camera e Senato hanno a disposizione tra vacanze di Pasqua e pause per i congressi di PSI e PRI. In un successivo vertice del presidente del consiglio coi capigruppo della maggioranza viene deciso di porre la questione di fiducia al manifestarsi di ogni minima difficoltà.[108]

#### Aprile
- 1 aprile: il ministro del bilancio, Amintore Fanfani, presenta al parlamento la relazione sulla situazione economica del paese nel 1988. Il documento sottolinea l'aumento del prodotto interno lordo (+3,9%) grazie all'incremento del 5,1% nella produzione industriale e del 4,8% nel settore dei servizi. Le entrate dello Stato nel 1988 sono cresciute del 12% ma sono allo stesso tempo vanificate da una crescita del 10,4% delle uscite (437.000 miliardi contro 552.000). Secondo Fanfani destano preoccupazione la crescita degli interessi sul debito pubblico (+12,7%) e l'aumento della spesa dei dipendenti pubblici (+11,7%).[109]
- 2-4 aprile: nel primo giorno di applicazione delle nuove disposizioni sanitarie si registrano problemi e incidenti in ospedali, ambulatori e Usl a causa della mancanza di indicazioni sull'applicazione delle nuove direttive, in particolare su chi e come deve incassare il nuovo ticket sui ricoveri, che a loro volta potrebbero aumentare a dismisura. Secondo molti direttori sanitari, infatti, pagare 10.000 lire al giorno sarebbe più conveniente che sborsare cifre maggiori per ogni visita o prestazione. Della mancata emanazione delle norme di attuazione è incolpato il ministro Carlo Donat-Cattin, fatto oggetto di critiche anche all'interno della maggioranza e che, a sua volta, ribatte che gli ospedali non sono sprovvisti di esperienza e personale.
Il caos provocato dalle novità in materia sanitaria si ripercuote sulla stabilità della maggioranza di governo. Giorgio La Malfa sostiene che se DC e PSI non sono in grado di concordare tra loro le strategie il PRI potrebbe decidere di uscire dalla maggioranza sostenendo l'esecutivo dall'esterno. I socialisti ribattono che se i repubblicani vogliono la crisi devono prendersene la responsabilità. Per i liberali l'azione di governo è debole e incerta ma le dimissioni di De Mita creerebbero un vuoto politico inaccettabile. I tre partiti concordano comunque con le rappresentanze dei medici e chiedono l'abolizione della tassa sui ricoveri.[110]
- 7 aprile: la Camera approva la conversione del decreto fiscale. Grazie ad un accordo con le opposizioni di sinistra, che stralcia le norme anti-evasione per ridiscuterle in sede di commissione, non si ricorre al voto di fiducia.[111]

Leoluca Orlando

- 11 aprile: la Corte costituzionale pubblica le motivazioni della sentenza con cui ha dichiarato l'incostituzionalità dell'obbligo dell'ora alternativa a quella di religione. Secondo la consulta l'imposizione di scegliere una materia alternativa contravviene alla libertà costituzionale di poter liberamente professare il proprio culto o di non professarne nessuno. La decisione di non avvalersene porta ad uno stato di non obbligo. La parola passa al ministro della pubblica istruzione, Giovanni Galloni, che dovrà regolamentare la materia con apposita circolare ai provveditori e ai presidi, non escludendo l'ipotesi di sottoscrivere una nuova intesa con la CEI.
A Palazzo Chigi una riunione convocata da De Mita, presenti il ministro della sanità e i segretari dei partiti della maggioranza, si conclude in un nulla di fatto. Le modifiche ai ticket sanitari sono rinviate al parlamento. Sulla stampa il fallimento dell'incontro è attribuito al fuoco di fila aperto da Craxi contro l'esecutivo dopo la formazione della giunta di Leoluca Orlando a Palermo, dove la DC è in maggioranza col PCI e il PSI è relegato all'opposizione. Lo stesso Craxi lancia un ultimatum: o si ritirano i provvedimenti sui ticket o il governo cade.[112]
- 13 aprile: il presidente della RAI, Enrico Manca, denuncia in una conferenza stampa che l'azienda è oberata da un forte indebitamento con le banche (996 miliardi che saliranno a 1.043 nel 1990) e non dispone dei 1.575 miliardi necessari al piano degli investimenti fino al 1992 e dei 480 miliardi necessari nell'immediato per le dirette dei campionati mondiali di calcio del 1990. Il governo, secondo i vertici aziendali, trattiene senza un valido motivo oltre 850 miliardi di canone riscosso, fa scena muta alla richiesta di fondi straordinari e continua a tergiversare sul problema della suddivisione delle quote pubblicitarie tra servizio pubblico ed emittenza privata. Se l'esecutivo non provvederà altrimenti la RAI sarà costretta a contrarre ulteriori debiti e chiederà all'IRI di aumentare il suo capitale sociale.[113]
- 21 aprile: consiglio dei ministri: nonostante sia stato annunciato un accordo di maggioranza l'esecutivo decide di rinviare di una settimana l'approvazione del decreto-legge che mitiga i ticket sanitari. La motivazione ufficiale è l'attesa di un parere della commissione affari sociali della Camera, convocata per il 26 aprile. Le opposizioni accusano il governo di operare manovre elettorali, dal momento che le riduzioni concordate comportano un esborso di 500 miliardi che devono essere accollati al bilancio dello Stato per evitare conseguenze in sede di voto.[114]

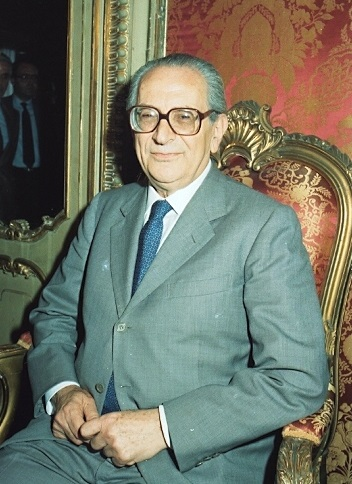
Francesco Saja

- 22 aprile: il presidente della Corte Costituzionale, Francesco Saja, sostiene in una intervista che l'iter di approvazione delle leggi è viziato da spinte emotive e interessi particolari, oltretutto gravato da decine di decreti legge che si contraddicono l'uno con l'altro. Secondo Saja il governo non rispetta i principi costituzionali dell'uguaglianza dei cittadini e della tassazione secondo la capacità contributiva dei singoli e gli organi dello Stato hanno la deleteria abitudine di lavorare in compartimenti stagni, senza collaborare.
Il ministro delle finanze, Emilio Colombo, assicura che all'aggravio di 500 miliardi dovuto alla riduzione dei ticket non corrisponderà un aumento del prelievo fiscale. Le maggiori entrate introdotte dal decreto di fine anno e il riordino della tassazione dei redditi previsto per l'estate consentiranno di coprire la maggiore spesa.[115]
- 27 aprile: consiglio dei ministri: il governo approva i nuovi ticket sanitari dopo una riunione durata oltre otto ore. Il ticket sui ricoveri viene mantenuto con applicazione ai primi dieci giorni di degenza e col pagamento differito alla dimissione del paziente. De Mita ha ottenuto il risultato minacciando le dimissioni e dichiara di voler sbarrare la strada ad ogni modifica ponendo la questione di fiducia al momento del voto in aula e che i ministri dissenzienti possono rassegnare le dimissioni.[116]
- 29 aprile: parlando ad un convegno del PSI a Napoli Bettino Craxi sostiene che il governo è ormai in preda all'incertezza, a valutazioni errate e a ripensamenti che portano ad un clima di confusione che va a scapito del paese. Secondo Craxi inflazione, debito pubblico e conflittualità sociale sono tornati a puntare pericolosamente verso l'alto, col risultato che lo spazio di manovra e la ragione finiscono con l'averli chi fa la voce più grossa. Claudio Martelli si spinge oltre e sostiene che l'esecutivo potrebbe avere vita breve ma che ogni decisione è rinviata al congresso nazionale del partito.[117]

#### Maggio
- 3 maggio: l'Istat diffonde i dati economici dei primi tre mesi del 1989. Il tasso di inflazione è al 6,7% (+3 rispetto alla precedente rilevazione), la bilancia commerciale ha un passivo di 9.608 miliardi contro i 6.465 dello stesso periodo del 1988), con una impennata di 3.229 miliardi contro i 2.285 precedenti. Il consigliere economico di De Mita minimizza i dati parlando di ultimi colpi di coda dell'aumento dei prezzi, Guido Carli (ex governatore della Banca d'Italia) ritiene che la situazione non è rosea ma si può tenere sotto controllo.[118]
- 4-5 maggio: in vista del dibattito parlamentare sull'ora di religione nelle scuole il cardinale vicario Ugo Poletti, presidente della CEI, sostiene in una intervista che c'è il rischio concreto che possa saltare il nuovo concordato sottoscritto nel 1984. I vescovi temono che si formi una maggioranza anti-concordataria con PCI, PRI, radicali e demoproletari che sostengono l'uscita dalla scuola dello studente che non si avvale dell'insegnamento religioso. La Voce Repubblicana risponde che l'insegnamento religioso non deve essere inserito nell'orario ordinario delle lezioni, e su questo punto la posizione dei partiti contrari all'ora alternativa potrebbe prevalere sulla risicata maggioranza a disposizione di democristiani e socialisti con l'appoggio ulteriore del MSI.[119]
- 10 maggio: alla Camera la maggioranza di governo si spacca su una risoluzione che inserisce l'ora di religione nel curriculum scolastico degli studenti e non garantisce la libertà di non avvalersi di tale insegnamento. Repubblicani e liberali votano contro assieme a PCI, radicali, sinistra indipendente e demoproletari, DC, PSI e PSDI, col sostegno del MSI, fanno prevalere un orientamento che va contro la sentenza della Corte costituzionale e accoglie i timori del cardinale Poletti. Nel mentre si preannuncia un nuovo ricorso alla Corte costituzionale al ministro della pubblica istruzione, Giovanni Galloni, viene chiesto di emanare le direttive e predisporre la necessaria modulistica entro il 3 luglio.[120]
- 11-15 maggio: congresso PRI: Giorgio La Malfa rilancia il progetto di un quarto polo politico, la stessa federazione laica già decisa per le elezioni europee e che unisca repubblicani, liberali e radicali nella politica quotidiana. L'azione del governo è debole, caratterizzata dall'indecisione, e non è escluso che il PRI possa uscire dalla maggioranza. Il presidente del partito, Bruno Visentini, si candida alla guida di un governo laico o all'alternativa del ricorso a nuove elezioni. Prudente Giovanni Spadolini, che di fronte alle fibrillazioni interne alla maggioranza, allude alla necessità di un «governo di garanzia» fino alla conclusione della legislatura. La linea La Malfa ottiene oltre il 96% dei voti, lasciando in minoranza solo la piccola componente di Francesco Scattolin.[121]
- 13-19 maggio: congresso PSI: nella sua relazione introduttiva Craxi non invoca la crisi di governo ed espone un programma in dieci punti per una riflessione programmatica e politica. Invoca una verifica nella maggioranza per decidere se il governo è in condizione di proseguire, ed è in questo sostenuto da tutte le componenti interne del partito. Nel dibattito congressuale emerge una forte critica sugli scarsi risultati dell'esecutivo in termini di situazione economica, conflittualità sociale e riforme istituzionali. Nella replica il segretario socialista, rieletto per la sesta ad acclamazione, dà ragione alle previsioni del PCI (tutto si ridurrà all'introduzione del voto segreto) e sostiene che la maggioranza non è mai stata davvero unita sul programma di un governo che doveva durare per il resto della legislatura.
A tre ore dalla chiusura del congresso socialista De Mita riunisce il consiglio dei ministri. Preso atto della situazione alle 17 sale al Quirinale e rassegna le dimissioni.[122]
- 24 maggio: viene dato per quasi certo il ritorno di De Mita al Quirinale per la terza volta nel giro di una settimana, stavolta su convocazione del Capo dello Stato Cossiga, per vedersi affidare un reincarico.[123] Il 25 Cossiga prende tempo: per tutto il giorno è in riunione telefonica con Forlani e Craxi.[124] Il 27 Cossiga manda in esplorazione il repubblicano Spadolini, dopo il veto di Craxi a De Mita, alla ricerca delle posizioni dei partiti per la soluzione della crisi, entro il voto delle Europee del 18 giugno.[125]
- 31 maggio: Achille Occhetto propone Spadolini per Palazzo Chigi.[126]

#### Giugno
- 3 giugno: da Caprera Craxi rilancia la proposta di una Repubblica presidenziale[127]. Il 7 il segretario del PSI dichiara che «per il futuro della società italiana non possono esserci prospettive ipotecate da nessuna forma di comunismo neppure revisionato, riformato e corretto».[128]
- 20 giugno: De Mita inizia le consultazioni del suo secondo governo consecutivo.[129]